# 世界ボクシング評議会世界王者一覧

世界ボクシング評議会世界王者一覧（せかいボクシングひょうぎかいせかいおうじゃいちらん）は、プロボクシングの世界王座認定団体「世界ボクシング評議会」 (WBC) が認定する世界王者の一覧表。この表はWBCが発足した1963年2月14日から現在までのものを各階級毎に正規王座と休養王座、暫定王座に分けて掲載しており、正規王座の防衛数の括弧部分の数字は暫定王座時の防衛数と正規王座の防衛数を合わせた防衛数である。

## ミニマム級
| 代 | 名前                                  | 国籍           | 在位期間                               | 防衛回数 |
| -- | ------------------------------------- | -------------- | -------------------------------------- | -------- |
| 初 | 井岡弘樹                              | 日本           | 1987年10月18日 - 1988年11月13日        | 2        |
| 2  | ナパ・キャットワンチャイ              | タイ           | 1988年11月13日 - 1989年11月12日        | 2        |
| 3  | 崔漸煥                                | 韓国           | 1989年11月12日 - 1990年2月7日          | 0        |
| 4  | 大橋秀行                              | 日本           | 1990年2月7日 - 1990年10月25日          | 1        |
| 5  | リカルド・ロペス                      | メキシコ       | 1990年10月25日 - 1999年9月28日（剥奪） | 22       |
| 6  | ワンディー・シンワンチャー            | タイ           | 1999年9月29日 - 2000年2月11日          | 0（1）   |
| 7  | ホセ・アントニオ・アギーレ            | メキシコ       | 2000年2月11日 - 2004年1月10日          | 7        |
| 8  | イーグル・デン・ジュンラパン          | タイ           | 2004年1月10日 - 2004年12月18日         | 1        |
| 9  | イサック・ブストス                    | メキシコ       | 2004年12月18日 - 2005年4月4日          | 0        |
| 10 | 高山勝成                              | 日本           | 2005年4月4日 - 2005年8月6日            | 0        |
| 11 | イーグル・デン・ジュンラパン（2期目） | タイ           | 2005年8月6日 - 2007年11月29日          | 4        |
| 12 | オーレイドン・シスサマーチャイ        | タイ           | 2007年11月29日 - 2011年2月11日         | 6        |
| 13 | 井岡一翔                              | 日本           | 2011年2月11日 - 2012年7月1日（返上）   | 3        |
| 14 | 熊朝忠                                | 中華人民共和国 | 2012年11月25日 - 2014年2月5日          | 2        |
| 15 | オズワルト・ノボア                    | メキシコ       | 2014年2月5日 - 2014年11月6日           | 1        |
| 16 | ワンヒン・ミナヨーティン              | タイ           | 2014年11月6日 - 2020年11月27日         | 12       |
| 17 | ペッチマニー・ゴーキャットジム        | タイ           | 2020年11月27日 - 2023年10月7日         | 4        |
| 18 | 重岡優大                              | 日本           | 2023年10月7日 - 2024年3月31日          | 0（1）   |
| 19 | メルビン・ジェルサレム                | フィリピン     | 2024年3月31日 - 現在                   | 1        |

### 暫定王座
| 名前                       | 国籍       | 在位期間                                                    | 防衛回数 |
| -------------------------- | ---------- | ----------------------------------------------------------- | -------- |
| ワンディー・シンワンチャー | タイ       | 1998年8月23日 - 1999年9月29日（正規王座昇格）               | 1        |
| ファン・パラシオス         | ニカラグア | 2008年8月2日 - 2009年11月27日                               | 2        |
| 重岡優大                   | 日本       | 2023年4月16日 - 2023年10月7日（王座統一により正規王座昇格） | 1        |

## ライトフライ級
| 代 | 名前                               | 国籍           | 在位期間                              | 防衛回数 |
| -- | ---------------------------------- | -------------- | ------------------------------------- | -------- |
| 初 | フランコ・ウデラ                   | イタリア       | 1975年4月4日 - 1975年8月29日 (剥奪)   | 0        |
| 2  | ルイス・エスタバ                   | ベネズエラ     | 1975年9月13日 - 1978年2月19日         | 11       |
| 3  | フレディー・カスティーリョ         | メキシコ       | 1978年2月19日 - 1978年5月6日          | 0        |
| 4  | ネトルノイ・ソー・ボラシン         | タイ           | 1978年5月6日 - 1978年9月30日          | 1        |
| 5  | 金性俊                             | 韓国           | 1978年9月30日 - 1980年1月3日          | 3        |
| 6  | 中島成雄                           | 日本           | 1980年1月3日 - 1980年3月24日          | 0        |
| 7  | イラリオ・サパタ                   | パナマ         | 1980年3月24日 - 1982年3月26日         | 8        |
| 8  | アマド・ウルスア                   | メキシコ       | 1982年3月26日 - 1982年4月13日         | 0        |
| 9  | 友利正                             | 日本           | 1982年4月13日 - 1982年7月20日         | 0        |
| 10 | イラリオ・サパタ (2期目)           | パナマ         | 1982年7月20日 - 1983年3月26日         | 2        |
| 11 | 張正九                             | 韓国           | 1983年3月26日 - 1988年10月14日 (返上) | 15       |
| 12 | ヘルマン・トーレス                 | メキシコ       | 1988年12月11日 - 1989年3月19日        | 0        |
| 13 | 李烈雨                             | 韓国           | 1989年3月19日 - 1989年6月25日         | 0        |
| 14 | ウンベルト・ゴンザレス             | メキシコ       | 1989年6月25日 - 1990年12月19日        | 5        |
| 15 | ローランド・パスクワ               | フィリピン     | 1990年12月19日 - 1991年3月25日        | 0        |
| 16 | メルチョ・コブ・カストロ           | メキシコ       | 1991年3月25日 - 1991年6月3日          | 0        |
| 17 | ウンベルト・ゴンザレス (2期目)     | メキシコ       | 1991年6月3日 - 1993年3月13日          | 4        |
| 18 | マイケル・カルバハル               | アメリカ合衆国 | 1993年3月13日 - 1994年2月19日         | 2        |
| 19 | ウンベルト・ゴンザレス (3期目)     | メキシコ       | 1994年2月19日 - 1995年7月15日         | 3        |
| 20 | サマン・ソーチャトロン             | タイ           | 1995年7月15日 - 1999年10月17日        | 10       |
| 21 | 崔堯三                             | 韓国           | 1999年10月17日 - 2002年7月6日         | 3        |
| 22 | ホルヘ・アルセ                     | メキシコ       | 2002年7月6日 - 2005年2月23日 (返上)   | 7（8）   |
| 23 | エリック・オルティス               | メキシコ       | 2005年3月11日 - 2005年9月10日         | 0        |
| 24 | ブライアン・ビロリア               | アメリカ合衆国 | 2005年9月10日 - 2006年8月10日         | 1        |
| 25 | オマール・ニーニョ・ロメロ         | メキシコ       | 2006年8月10日 - 2007年2月1日 (剥奪)   | 0        |
| 26 | エドガル・ソーサ                   | メキシコ       | 2007年4月14日 - 2009年11月21日        | 10       |
| 27 | ロデル・マヨール                   | フィリピン     | 2009年11月21日 - 2010年6月20日        | 1        |
| 28 | オマール・ニーニョ・ロメロ (2期目) | メキシコ       | 2010年6月20日 - 2010年11月6日         | 1        |
| 29 | ヒルベルト・ケブ・バース           | メキシコ       | 2010年11月6日 - 2011年4月30日         | 1        |
| 30 | アドリアン・エルナンデス           | メキシコ       | 2011年4月30日 - 2011年12月23日        | 1        |
| 31 | コンパヤック・ポープラムック       | タイ           | 2011年12月23日 - 2012年10月6日        | 1        |
| 32 | アドリアン・エルナンデス (2期目)   | メキシコ       | 2012年10月6日 - 2014年4月6日          | 4        |
| 33 | 井上尚弥                           | 日本           | 2014年4月6日 - 2014年11月6日 (返上)   | 1        |
| 34 | ペドロ・ゲバラ                     | メキシコ       | 2014年12月30日 - 2015年11月28日       | 2        |
| 35 | 木村悠                             | 日本           | 2015年11月28日 - 2016年3月4日         | 0        |
| 36 | ガニガン・ロペス                   | メキシコ       | 2016年3月4日 - 2017年5月20日          | 1        |
| 37 | 寺地拳四朗                         | 日本           | 2017年5月20日 - 2021年9月22日         | 8        |
| 38 | 矢吹正道                           | 日本           | 2021年9月22日 - 2022年3月19日         | 0        |
| 39 | 寺地拳四朗 (2期目)                 | 日本           | 2022年3月19日 - 2024年7月15日（返上） | 4        |
| 40 | パンヤ・プラダブスリ               | タイ           | 2024年12月26日 - 現在                 | 0        |

### 暫定王座
| 名前                       | 国籍     | 在位期間                                                    | 防衛回数 |
| -------------------------- | -------- | ----------------------------------------------------------- | -------- |
| ホルヘ・アルセ             | メキシコ | 2001年10月20日 - 2002年7月6日（王座統一により正規王座昇格） | 1        |
| ワンディー・シンワンチャー | タイ     | 2006年7月18日 - 2006年10月8日（剥奪）                       | 0        |

## フライ級
| 代 | 名前                                     | 国籍           | 在位期間                               | 防衛回数 |
| -- | ---------------------------------------- | -------------- | -------------------------------------- | -------- |
| 初 | ポーン・キングピッチ                     | タイ           | 1963年2月14日 - 1963年9月18日          | 0        |
| 2  | 海老原博幸                               | 日本           | 1963年9月18日 - 1964年1月23日          | 0        |
| 3  | ポーン・キングピッチ (2期目)             | タイ           | 1964年1月23日 - 1965年4月23日          | 0        |
| 4  | サルバトーレ・ブルニ                     | イタリア       | 1965年4月23日 - 1965年11月18日 (剥奪)  | 0        |
| 5  | オラシオ・アカバリョ                     | アルゼンチン   | 1966年3月1日 - 1968年10月2日 (返上)    | 3        |
| 6  | チャチャイ・チオノイ                     | タイ           | 1968年11月10日 - 1969年2月23日         | 0        |
| 7  | アラクラン・トーレス                     | メキシコ       | 1969年2月23日 - 1970年3月20日          | 1        |
| 8  | チャチャイ・チオノイ (2期目)             | タイ           | 1970年3月20日 - 1970年12月7日          | 0        |
| 9  | エルビト・サラバリア                     | フィリピン     | 1970年12月7日 - 1971年12月29日 (剥奪)  | 2        |
| 10 | ベツリオ・ゴンザレス                     | ベネズエラ     | 1972年6月3日 - 1972年9月29日           | 0        |
| 11 | ベニス・ボーコーソー                     | タイ           | 1972年9月29日 - 1973年7月11日 (返上)   | 1        |
| 12 | ベツリオ・ゴンザレス (2期目)             | ベネズエラ     | 1973年8月4日 - 1974年10月1日           | 2        |
| 13 | 小熊正二                                 | 日本           | 1974年10月1日 - 1975年1月8日           | 0        |
| 14 | ミゲル・カント                           | メキシコ       | 1975年1月8日 - 1979年3月18日           | 14       |
| 15 | 朴賛希                                   | 韓国           | 1979年3月18日 - 1980年5月18日          | 5        |
| 16 | 大熊正二 (小熊正二、2期目)               | 日本           | 1980年5月18日 - 1981年5月12日          | 3        |
| 17 | アントニオ・アベラル                     | メキシコ       | 1981年5月12日 - 1982年3月20日          | 1        |
| 18 | プルデンシオ・カルドナ                   | コロンビア     | 1982年3月20日 - 1982年7月24日          | 0        |
| 19 | フレディー・カスティーリョ               | メキシコ       | 1982年7月24日 - 1982年11月6日          | 0        |
| 20 | エレオンシオ・メルセデス                 | ドミニカ共和国 | 1982年11月6日 - 1983年3月15日          | 0        |
| 21 | チャーリー・マグリ                       | イギリス       | 1983年3月15日 - 1983年9月27日          | 0        |
| 22 | フランク・セデニョ                       | フィリピン     | 1983年9月27日 - 1984年1月18日          | 0        |
| 23 | 小林光二                                 | 日本           | 1984年1月18日 - 1984年4月9日           | 0        |
| 24 | ガブリエル・ベルナル                     | メキシコ       | 1984年4月9日 - 1985年10月8日           | 1        |
| 25 | ソット・チタラダ                         | タイ           | 1985年10月8日 - 1988年7月24日          | 6        |
| 26 | 金容江                                   | 韓国           | 1988年7月24日 - 1989年6月3日           | 2        |
| 27 | ソット・チタラダ (2期目)                 | タイ           | 1989年6月3日 - 1991年2月15日           | 4        |
| 28 | ムアンチャイ・キティカセム               | タイ           | 1991年2月15日 - 1992年6月23日          | 3        |
| 29 | 勇利アルバチャコフ                       | 日本/ ロシア   | 1992年6月23日 - 1997年11月12日         | 9        |
| 30 | チャッチャイ・シンワンチャー             | タイ           | 1997年11月12日 - 1998年12月4日         | 2（3）   |
| 31 | マニー・パッキャオ                       | フィリピン     | 1998年12月4日 - 1999年9月16日（剥奪）  | 1        |
| 32 | メッグン・3Kバッテリー                   | タイ           | 1999年9月17日 - 2000年5月19日          | 1        |
| 33 | マルコム・ツニャカオ                     | フィリピン     | 2000年5月19日 - 2001年3月2日           | 1        |
| 34 | ポンサクレック・ウォンジョンカム         | タイ           | 2001年3月2日 - 2007年7月18日           | 17       |
| 35 | 内藤大助                                 | 日本           | 2007年7月18日 - 2009年11月29日         | 5        |
| 36 | 亀田興毅                                 | 日本           | 2009年11月29日 - 2010年3月27日         | 0        |
| 37 | ポンサクレック・ウォンジョンカム (2期目) | タイ           | 2010年3月27日 - 2012年3月2日           | 4（6）   |
| 38 | ソニー・ボーイ・ハロ                     | フィリピン     | 2012年3月2日 - 2012年7月16日           | 0        |
| 39 | 五十嵐俊幸                               | 日本           | 2012年7月16日 - 2013年4月8日           | 1        |
| 40 | 八重樫東                                 | 日本           | 2013年4月8日 - 2014年9月5日            | 3        |
| 41 | ローマン・ゴンサレス                     | ニカラグア     | 2014年9月5日 - 2016年9月13日 (返上)    | 4        |
| 42 | フアン・エルナンデス                     | メキシコ       | 2017年3月4日 - 2017年5月19日 (剥奪)    | 0        |
| 43 | 比嘉大吾                                 | 日本           | 2017年5月20日 - 2018年4月14日 (剥奪)   | 2        |
| 44 | クリストファー・ロサレス                 | ニカラグア     | 2018年4月15日 - 2018年12月22日         | 1        |
| 45 | チャーリー・エドワーズ                   | イギリス       | 2018年12月22日 - 2019年10月5日 (返上)  | 1        |
| 46 | フリオ・セサール・マルティネス           | メキシコ       | 2019年12月20日 - 2024年5月22日（返上） | 6        |
| 47 | 寺地拳四朗                               | 日本           | 2024年10月13日 - 現在                  | 1        |

### 暫定王座
| 名前                             | 国籍         | 在位期間                                                    | 防衛回数 |
| -------------------------------- | ------------ | ----------------------------------------------------------- | -------- |
| チャッチャイ・サーサクン         | タイ         | 1997年5月9日 - 1997年11月12日（王座統一により正規王座昇格） | 1        |
| ホルヘ・アルセ                   | メキシコ     | 2005年7月30日 - 2006年（返上）                              | 4        |
| ポンサクレック・ウォンジョンカム | タイ         | 2009年4月24日 - 2010年3月27日（王座統一により正規王座昇格） | 2        |
| マックウィリアムズ・アローヨ     | プエルトリコ | 2021年2月27日 - 2023年10月11日（剥奪）                      | 0        |
| ガラル・ヤファイ                 | イギリス     | 2024年11月30日 - 現在                                       | 0        |

## スーパーフライ級
| 代 | 名前                                       | 国籍                   | 在位期間                                           | 防衛回数 |
| -- | ------------------------------------------ | ---------------------- | -------------------------------------------------- | -------- |
| 初 | ラファエル・オロノ                         | ベネズエラ             | 1980年2月2日 - 1981年1月24日                       | 3        |
| 2  | 金喆鎬                                     | 韓国                   | 1981年1月24日 - 1982年11月28日                     | 5        |
| 3  | ラファエル・オロノ (2期目)                 | ベネズエラ             | 1982年11月28日 - 1983年11月27日                    | 3        |
| 4  | パヤオ・プーンタラット                     | タイ                   | 1983年11月27日 - 1984年7月5日                      | 1        |
| 5  | 渡辺二郎                                   | 日本                   | 1984年7月5日 - 1986年3月30日                       | 4        |
| 6  | ヒルベルト・ローマン                       | メキシコ               | 1986年3月30日 - 1987年5月16日                      | 6        |
| 7  | サントス・ラシアル                         | アルゼンチン           | 1987年5月16日 - 1987年8月8日                       | 0        |
| 8  | シュガー・ベビー・ロハス                   | コロンビア             | 1987年8月8日 - 1988年4月8日                        | 1        |
| 9  | ヒルベルト・ローマン (2期目)               | メキシコ               | 1988年4月8日 - 1989年11月7日                       | 5        |
| 10 | ナナ・コナドゥ                             | ガーナ                 | 1989年11月7日 - 1990年1月20日                      | 0        |
| 11 | 文成吉                                     | 韓国                   | 1990年1月20日 - 1993年11月13日                     | 9        |
| 12 | ホセ・ルイス・ブエノ                       | メキシコ               | 1993年11月13日 - 1994年5月4日                      | 0        |
| 13 | 川島郭志                                   | 日本                   | 1994年5月4日 - 1997年2月20日                       | 6        |
| 14 | ジェリー・ペニャロサ                       | フィリピン             | 1997年2月20日 - 1998年8月29日                      | 3        |
| 15 | 曺仁柱                                     | 韓国                   | 1998年8月29日 - 2000年8月27日                      | 5        |
| 16 | 徳山昌守                                   | 朝鮮民主主義人民共和国 | 2000年8月27日 - 2004年6月28日                      | 8        |
| 17 | 川嶋勝重                                   | 日本                   | 2004年6月28日 - 2005年7月18日                      | 2        |
| 18 | 徳山昌守 (2期目)                           | 朝鮮民主主義人民共和国 | 2005年7月18日 - 2006年2月27日 (返上)               | 1        |
| 19 | クリスチャン・ミハレス                     | メキシコ               | 2006年12月6日 - 2008年11月1日                      | 8（9）   |
| 20 | ビック・ダルチニアン                       | オーストラリア         | 2008年11月1日 - 2010年8月 (名誉王座)               | 1        |
| 21 | トマス・ロハス                             | メキシコ               | 2010年9月20日 - 2011年8月19日                      | 2        |
| 22 | スリヤン・ソー・ルンヴィサイ               | タイ                   | 2011年8月19日 - 2012年3月27日                      | 1        |
| 23 | 佐藤洋太                                   | 日本                   | 2012年3月27日 - 2013年5月3日                       | 2        |
| 24 | シーサケット・ソー・ルンヴィサイ           | タイ                   | 2013年5月3日 - 2014年5月31日                       | 1        |
| 25 | カルロス・クアドラス                       | メキシコ               | 2014年5月31日 - 2016年9月10日                      | 6        |
| 26 | ローマン・ゴンサレス                       | ニカラグア             | 2016年9月10日 - 2017年3月18日                      | 0        |
| 27 | シーサケット・ソー・ルンヴィサイ (2期目)   | タイ                   | 2017年3月18日 - 2019年4月26日                      | 2        |
| 28 | ファン・フランシスコ・エストラーダ         | メキシコ               | 2019年4月26日 - 2021年3月26日 (フランチャイズ王座) | 3        |
| 29 | ジェシー・ロドリゲス                       | アメリカ合衆国         | 2022年2月5日 - 2022年10月26日 (返上)               | 2        |
| 30 | ファン・フランシスコ・エストラーダ (2期目) | メキシコ               | 2022年12月3日 - 2024年6月29日                      | 0        |
| 31 | ジェシー・ロドリゲス (2期目)               | アメリカ合衆国         | 2024年6月29日 - 現在                               | 1        |

### 暫定王座
| 名前                   | 国籍     | 在位期間                                      | 防衛回数 |
| ---------------------- | -------- | --------------------------------------------- | -------- |
| クリスチャン・ミハレス | メキシコ | 2006年9月18日 - 2006年12月6日（正規王座昇格） | 1        |
| トマス・ロハス         | メキシコ | 2009年7月18日 - 2009年12月12日                | 1        |
| カルロス・クアドラス   | メキシコ | 2023年11月17日 - 2024年3月27日（返上）        | 0        |
| ペドロ・ゲバラ         | メキシコ | 2024年5月12日 - 2024年11月9日                 | 0        |

## バンタム級
| 代 | 名前                                   | 国籍           | 在位期間                                       | 防衛回数 |
| -- | -------------------------------------- | -------------- | ---------------------------------------------- | -------- |
| 初 | エデル・ジョフレ                       | ブラジル       | 1963年2月14日 - 1965年5月18日                  | 3        |
| 2  | ファイティング原田                     | 日本           | 1965年5月18日 - 1968年2月27日                  | 4        |
| 3  | ライオネル・ローズ                     | オーストラリア | 1968年2月27日 - 1969年8月22日                  | 3        |
| 4  | ルーベン・オリバレス                   | メキシコ       | 1969年8月22日 - 1970年10月16日                 | 2        |
| 5  | チューチョ・カスティーヨ               | メキシコ       | 1970年10月16日 - 1971年4月2日                  | 0        |
| 6  | ルーベン・オリバレス (2期目)           | メキシコ       | 1971年4月2日 - 1972年3月19日                   | 3        |
| 7  | ラファエル・エレラ                     | メキシコ       | 1972年3月19日 - 1972年7月29日                  | 0        |
| 8  | エンリケ・ピンダー                     | パナマ         | 1972年7月29日 - 1973年1月5日 (剥奪)            | 0        |
| 9  | ラファエル・エレラ (2期目)             | メキシコ       | 1973年4月14日 - 1974年12月7日                  | 2        |
| 10 | ロドルフォ・マルチネス                 | メキシコ       | 1974年12月7日 - 1976年5月8日                   | 3        |
| 11 | カルロス・サラテ                       | メキシコ       | 1976年5月8日 - 1979年6月3日                    | 9        |
| 12 | ルペ・ピントール                       | メキシコ       | 1979年6月3日 - 1983年7月8日 (剥奪)             | 8        |
| 13 | アルベルト・ダビラ                     | アメリカ合衆国 | 1983年9月1日 - 1985年3月26日 (剥奪)            | 1        |
| 14 | ダニエル・サラゴサ                     | メキシコ       | 1985年5月3日 - 1985年8月9日                    | 0        |
| 15 | ミゲール・ロラ                         | コロンビア     | 1985年8月9日 - 1988年10月29日                  | 7        |
| 16 | ラウル・ペレス                         | メキシコ       | 1988年10月29日 - 1991年2月25日                 | 7        |
| 17 | グレグ・リチャードソン                 | アメリカ合衆国 | 1991年2月25日 - 1991年9月19日                  | 1        |
| 18 | 辰吉丈一郎                             | 日本           | 1991年9月19日 - 1992年9月17日                  | 0        |
| 19 | ビクトル・ラバナレス                   | メキシコ       | 1992年9月17日 - 1993年3月28日                  | 1（4）   |
| 20 | 辺丁一                                 | 韓国           | 1993年3月28日 - 1993年12月23日                 | 1        |
| 21 | 薬師寺保栄                             | 日本           | 1993年12月23日 - 1995年7月30日                 | 4        |
| 22 | ウェイン・マッカラー                   | アイルランド   | 1995年7月30日 - 1997年1月11日 (返上)           | 2        |
| 23 | シリモンコン・シンワンチャー           | タイ           | 1997年1月11日 - 1997年11月22日                 | 3        |
| 24 | 辰吉丈一郎 (2期目)                     | 日本           | 1997年11月22日 - 1998年12月29日                | 2        |
| 25 | ウィラポン・ナコンルアンプロモーション | タイ           | 1998年12月29日 - 2005年4月16日                 | 14       |
| 26 | 長谷川穂積                             | 日本           | 2005年4月16日 - 2010年4月30日                  | 10       |
| 27 | フェルナンド・モンティエル             | メキシコ       | 2010年4月30日 - 2011年2月19日                  | 1        |
| 28 | ノニト・ドネア                         | フィリピン     | 2011年2月19日 - 2011年11月4日 (返上)           | 1        |
| 29 | 山中慎介                               | 日本           | 2011年11月6日 - 2017年8月15日                  | 12       |
| 30 | ルイス・ネリ                           | メキシコ       | 2017年8月15日 - 2018年2月28日 (剥奪)           | 0        |
| 31 | ノルディーヌ・ウバーリ                 | フランス       | 2019年1月19日 - 2020年11月13日（休養王座認定） | 2        |
| 32 | ノルディーヌ・ウバーリ（2期目）        | フランス       | 2021年1月10日 - 2021年5月28日                  | 0（2）   |
| 33 | ノニト・ドネア(2期目)                  | フィリピン     | 2021年5月28日 - 2022年6月7日                   | 1        |
| 34 | 井上尚弥                               | 日本           | 2022年6月7日 - 2023年1月13日（返上）           | 1        |
| 35 | アレハンドロ・サンティアゴ             | メキシコ       | 2023年7月29日 - 2024年2月24日                  | 0        |
| 36 | 中谷潤人                               | 日本           | 2024年2月24日 - 現在                           | 3        |

### 休養王座
| 名前                   | 国籍     | 在位期間                                       | 防衛回数 |
| ---------------------- | -------- | ---------------------------------------------- | -------- |
| ノルディーヌ・ウバーリ | フランス | 2020年11月13日 - 2021年1月10日（正規王座復帰） | 0（2）   |

### 暫定王座
| 名前                         | 国籍       | 在位期間                                                    | 防衛回数 |
| ---------------------------- | ---------- | ----------------------------------------------------------- | -------- |
| ビクトル・ラバナレス         | メキシコ   | 1992年3月20日 - 1992年9月17日（王座統一により正規王座昇格） | 2        |
| 辰吉丈一郎                   | 日本       | 1993年7月22日 - 1994年12月4日                               | 0        |
| シリモンコン・シンワンチャー | タイ       | 1996年8月10日 - 1997年1月11日（正規王座昇格）               | 0        |
| 井上拓真                     | 日本       | 2018年12月30日 - 2019年11月7日                              | 0        |
| レイマート・ガバリョ         | フィリピン | 2020年12月19日 - 2021年12月11日                             | 0        |

## スーパーバンタム級
| 代 | 名前                           | 国籍           | 在位期間                                      | 防衛回数 |
| -- | ------------------------------ | -------------- | --------------------------------------------- | -------- |
| 初 | リゴベルト・リアスコ           | パナマ         | 1976年4月3日 - 1976年10月9日                  | 2        |
| 2  | ロイヤル小林                   | 日本           | 1976年10月9日 - 1976年11月24日                | 0        |
| 3  | 廉東均                         | 韓国           | 1976年11月24日 - 1977年5月21日                | 1        |
| 4  | ウイルフレド・ゴメス           | プエルトリコ   | 1977年5月21日 - 1983年5月26日 (返上)          | 17       |
| 5  | ハイメ・ガルサ                 | アメリカ合衆国 | 1983年6月15日 - 1984年11月3日                 | 1        |
| 6  | ファン・メサ                   | メキシコ       | 1984年11月3日 - 1985年8月18日                 | 1        |
| 7  | ルペ・ピントール               | メキシコ       | 1985年8月18日 - 1986年1月18日                 | 0        |
| 8  | サーマート・パヤクァルン       | タイ           | 1986年1月18日 - 1987年5月8日                  | 1        |
| 9  | ジェフ・フェネック             | オーストラリア | 1987年5月8日 - 1988年1月27日 (返上)           | 2        |
| 10 | ダニエル・サラゴサ             | メキシコ       | 1988年2月29日 - 1990年4月23日                 | 5        |
| 11 | ポール・バンキ                 | アメリカ合衆国 | 1990年4月23日 - 1990年11月5日                 | 1        |
| 12 | ペドロ・デシマ                 | アルゼンチン   | 1990年11月5日 - 1991年2月3日                  | 0        |
| 13 | 畑中清詞                       | 日本           | 1991年2月3日 - 1991年6月14日                  | 0        |
| 14 | ダニエル・サラゴサ (2期目)     | メキシコ       | 1991年6月14日 - 1992年3月20日                 | 2        |
| 15 | ティリー・ヤコブ               | フランス       | 1992年3月20日 - 1992年6月23日                 | 0        |
| 16 | トレイシー・ハリス・パターソン | アメリカ合衆国 | 1992年6月23日 - 1994年8月26日                 | 4        |
| 17 | エクトール・サンチェス         | ドミニカ共和国 | 1994年8月26日 - 1995年11月6日                 | 2        |
| 18 | ダニエル・サラゴサ (3期目)     | メキシコ       | 1995年11月6日 - 1997年9月6日                  | 4        |
| 19 | エリック・モラレス             | メキシコ       | 1997年9月6日 - 2000年7月20日 (返上)           | 9        |
| 20 | ウィリー・ホーリン             | アメリカ合衆国 | 2000年9月9日 - 2002年11月1日                  | 2        |
| 21 | オスカー・ラリオス             | メキシコ       | 2002年11月1日 - 2005年12月3日                 | 7（9）   |
| 22 | イスラエル・バスケス           | メキシコ       | 2005年12月3日 - 2007年3月3日                  | 2        |
| 23 | ラファエル・マルケス           | メキシコ       | 2007年3月3日 - 2007年8月4日                   | 0        |
| 24 | イスラエル・バスケス (2期目)   | メキシコ       | 2007年8月4日 - 2008年12月20日 (返上)          | 1        |
| 25 | 西岡利晃                       | 日本           | 2008年12月20日 - 2012年3月17日 (名誉王座昇格) | 7        |
| 26 | アブネル・マレス               | メキシコ       | 2012年4月21日 - 2013年1月31日 (返上)          | 1        |
| 27 | ビクトル・テラサス             | メキシコ       | 2013年4月20日 - 2013年8月24日                 | 0        |
| 28 | レオ・サンタ・クルス           | メキシコ       | 2013年8月24日 - 2015年11月2日 (返上)          | 4        |
| 29 | フリオ・セハ                   | メキシコ       | 2015年11月2日 - 2016年2月27日                 | 0        |
| 30 | ウーゴ・ルイス                 | メキシコ       | 2016年2月27日 - 2016年9月16日                 | 0        |
| 31 | 長谷川穂積                     | 日本           | 2016年9月16日 - 2016年12月9日 (返上)          | 0        |
| 32 | レイ・バルガス                 | メキシコ       | 2017年2月25日 - 2020年8月14日（返上）         | 5        |
| 33 | ルイス・ネリ                   | メキシコ       | 2020年9月26日 - 2021年5月15日                 | 0        |
| 34 | ブランドン・フィゲロア         | アメリカ合衆国 | 2021年5月15日 - 2021年11月27日                | 0        |
| 35 | スティーブン・フルトン         | アメリカ合衆国 | 2021年11月27日 - 2023年7月25日                | 1        |
| 36 | 井上尚弥                       | 日本           | 2023年7月25日 - 現在                          | 4        |

### 暫定王座
| 名前               | 国籍     | 在位期間                                                    | 防衛回数 |
| ------------------ | -------- | ----------------------------------------------------------- | -------- |
| オスカー・ラリオス | メキシコ | 2002年5月17日 - 2002年11月1日（王座統一により正規王座昇格） | 2        |
| 西岡利晃           | 日本     | 2008年9月15日 - 2008年12月20日（正規王座昇格）              | 0        |
| フリオ・セハ       | メキシコ | 2015年8月29日 - 2015年11月2日（正規王座昇格）               | 0        |
| 亀田和毅           | 日本     | 2018年11月12日 - 2019年7月13日                              | 0        |

## フェザー級
| 代 | 名前                           | 国籍               | 在位期間                                                  | 防衛回数 |
| -- | ------------------------------ | ------------------ | --------------------------------------------------------- | -------- |
| 初 | シュガー・ラモス               | キューバ           | 1963年3月21日 - 1964年9月26日                             | 3        |
| 2  | ビセンテ・サルディバル         | メキシコ           | 1964年9月26日 - 1967年10月14日 (返上)                     | 7        |
| 3  | ハワード・ウィンストン         | イギリス           | 1968年1月23日 - 1968年7月24日                             | 0        |
| 4  | ホセ・レグラ                   | スペイン/ キューバ | 1968年7月24日 - 1969年1月21日                             | 0        |
| 5  | ジョニー・ファメション         | オーストラリア     | 1969年1月21日 - 1970年5月9日                              | 2        |
| 6  | ビセンテ・サルディバル (2期目) | メキシコ           | 1970年5月9日 - 1970年12月11日                             | 0        |
| 7  | 柴田国明                       | 日本               | 1970年12月11日 - 1972年5月19日                            | 2        |
| 8  | クレメンテ・サンチェス         | メキシコ           | 1972年5月19日 - 1972年12月16日                            | 0        |
| 9  | ホセ・レグラ (2期目)           | スペイン           | 1972年12月16日 - 1973年5月5日                             | 0        |
| 10 | エデル・ジョフレ               | ブラジル           | 1973年5月5日 - 1974年6月17日 (剥奪)                       | 1        |
| 11 | ボビー・チャコン               | アメリカ合衆国     | 1974年9月7日 - 1975年6月20日                              | 1        |
| 12 | ルーベン・オリバレス           | メキシコ           | 1975年6月20日 - 1975年9月20日                             | 0        |
| 13 | デビッド・コティ               | ガーナ             | 1975年9月20日 - 1976年11月13日                            | 2        |
| 14 | ダニー・ロペス                 | アメリカ合衆国     | 1976年11月13日 - 1980年2月2日                             | 8        |
| 15 | サルバドル・サンチェス         | メキシコ           | 1980年2月2日 - 1982年8月12日 (返上)                       | 9        |
| 16 | ファン・ラポルテ               | プエルトリコ       | 1982年9月15日 - 1984年3月31日                             | 2        |
| 17 | ウイルフレド・ゴメス           | プエルトリコ       | 1984年3月31日 - 1984年12月8日                             | 0        |
| 18 | アズマー・ネルソン             | ガーナ             | 1984年12月8日 - 1988年1月27日 (返上)                      | 6        |
| 19 | ジェフ・フェネック             | オーストラリア     | 1988年3月7日 - 1990年4月18日 (返上)                       | 3        |
| 20 | マルコス・ビジャサナ           | メキシコ           | 1990年6月2日 - 1991年11月14日                             | 3        |
| 21 | ポール・ホドキンソン           | イギリス           | 1991年11月14日 - 1993年4月28日                            | 3        |
| 22 | グレゴリオ・バルガス           | メキシコ           | 1993年4月28日 - 1993年12月4日                             | 0        |
| 23 | ケビン・ケリー                 | アメリカ合衆国     | 1993年12月4日 - 1995年1月7日                              | 2        |
| 24 | アレハンドロ・ゴンザレス       | メキシコ           | 1995年1月7日 - 1995年9月23日                              | 2        |
| 25 | マヌエル・メディナ             | メキシコ           | 1995年9月23日 - 1995年12月11日                            | 0        |
| 26 | ルイシト小泉                   | フィリピン         | 1995年12月11日 - 1999年5月15日                            | 7        |
| 27 | セサール・ソト                 | メキシコ           | 1999年5月15日 - 1999年10月22日                            | 0        |
| 28 | ナジーム・ハメド               | イギリス           | 1999年10月22日 - 2000年1月9日 (返上)                      | 0        |
| 29 | グティ・エスパダス・ジュニア   | メキシコ           | 2000年4月14日 - 2001年2月17日                             | 1        |
| 30 | エリック・モラレス             | メキシコ           | 2001年2月17日 - 2002年6月22日                             | 1（2）   |
| 31 | マルコ・アントニオ・バレラ     | メキシコ           | 2002年6月22日 - 2002年6月22日 (即日返上)                  | 0        |
| 32 | エリック・モラレス (2期目)     | メキシコ           | 2002年11月16日 - 2003年10月5日 (返上)                     | 1        |
| 33 | 池仁珍                         | 韓国               | 2004年4月10日 - 2006年1月29日                             | 3        |
| 34 | 越本隆志                       | 日本               | 2006年1月29日 - 2006年7月30日                             | 0        |
| 35 | ルディ・ロペス                 | メキシコ           | 2006年7月30日 - 2006年12月17日                            | 0        |
| 36 | 池仁珍 (2期目)                 | 韓国               | 2006年12月17日 - 2007年7月26日 (剥奪)                     | 0        |
| 37 | ホルヘ・リナレス               | ベネズエラ         | 2007年7月27日 - 2008年8月12日 (返上)                      | 1        |
| 38 | オスカー・ラリオス             | メキシコ           | 2008年8月12日 - 2009年3月12日                             | 1（2）   |
| 39 | 粟生隆寛                       | 日本               | 2009年3月12日 - 2009年7月14日                             | 0        |
| 40 | エリオ・ロハス                 | ドミニカ共和国     | 2009年7月14日 - 2010年9月11日 (休養王座認定)              | 1        |
| 41 | 長谷川穂積                     | 日本               | 2010年11月26日 - 2011年4月8日                             | 0        |
| 42 | ジョニー・ゴンザレス           | メキシコ           | 2011年4月8日 - 2012年9月15日                              | 4        |
| 43 | ダニエル・ポンセ・デ・レオン   | メキシコ           | 2012年9月15日 - 2013年5月4日                              | 0        |
| 44 | アブネル・マレス               | メキシコ           | 2013年5月4日 - 2013年8月24日                              | 0        |
| 45 | ジョニー・ゴンザレス (2期目)   | メキシコ           | 2013年8月24日 - 2015年3月28日                             | 2        |
| 46 | ゲーリー・ラッセル・ジュニア   | アメリカ合衆国     | 2015年3月28日 - 2022年1月22日                             | 5        |
| 47 | マーク・マグサヨ               | フィリピン         | 2022年1月22日 - 2022年7月9日                              | 0        |
| 48 | レイ・バルガス                 | メキシコ           | 2022年7月9日 - 2024年10月18日（剥奪と同時に休養王座認定） | 1        |
| 49 | ブランドン・フィゲロア         | アメリカ合衆国     | 2024年10月18日 - 2025年2月2日                             | 0（1）   |
| 50 | スティーブン・フルトン         | アメリカ合衆国     | 2025年2月2日 - 現在                                       | 0        |

### 休養王座
| 名前           | 国籍           | 在位期間                      | 防衛回数 |
| -------------- | -------------- | ----------------------------- | -------- |
| エリオ・ロハス | ドミニカ共和国 | 2010年9月11日 - 2012年4月28日 | 0        |
| レイ・バルガス | メキシコ       | 2024年10月18日 - 現在         | 0（1）   |

### 暫定王座
| 名前                   | 国籍           | 在位期間                                                   | 防衛回数 |
| ---------------------- | -------------- | ---------------------------------------------------------- | -------- |
| エリック・モラレス     | メキシコ       | 2000年9月2日 - 2001年2月17日（王座統一により正規王座昇格） | 1        |
| ウンベルト・ソト       | メキシコ       | 2005年8月20日 - 2006年6月（返上）                          | 1        |
| ホルヘ・リナレス       | ベネズエラ     | 2007年7月21日 - 2007年7月27日（正規王座昇格）              | 0        |
| オスカー・ラリオス     | メキシコ       | 2008年5月31日 - 2008年8月12日（正規王座昇格）              | 1        |
| オスカル・エスカンドン | コロンビア     | 2016年3月5日 - 2017年5月20日                               | 0        |
| ブランドン・フィゲロア | アメリカ合衆国 | 2023年3月4日 - 2024年10月18日（正規王座昇格）              | 1        |

## スーパーフェザー級
| 代 | 名前                             | 国籍           | 在位期間                              | 防衛回数 |
| -- | -------------------------------- | -------------- | ------------------------------------- | -------- |
| 初 | フラッシュ・エロルデ             | フィリピン     | 1963年2月14日 - 1967年6月15日         | 6        |
| 2  | 沼田義明                         | 日本           | 1967年6月15日 - 1967年12月14日        | 0        |
| 3  | 小林弘                           | 日本           | 1967年12月14日 - 1969年1月18日 (剥奪) | 2        |
| 4  | レネ・バリエントス               | フィリピン     | 1969年2月15日 - 1970年4月5日          | 0        |
| 5  | 沼田義明 (2期目)                 | 日本           | 1970年4月5日 - 1971年10月6日          | 3        |
| 6  | リカルド・アルレドンド           | メキシコ       | 1971年10月6日 - 1974年2月28日         | 5        |
| 7  | 柴田国明                         | 日本           | 1974年2月28日 - 1975年7月5日          | 3        |
| 8  | アルフレド・エスカレラ           | プエルトリコ   | 1975年7月5日 - 1978年1月28日          | 10       |
| 9  | アレクシス・アルゲリョ           | ニカラグア     | 1978年1月28日 - 1980年11月1日 (返上)  | 8        |
| 10 | ラファエル・リモン               | メキシコ       | 1980年12月11日 - 1981年3月9日         | 0        |
| 11 | コーネリアス・ボサ・エドワーズ   | ウガンダ       | 1981年3月9日 - 1981年8月29日          | 1        |
| 12 | ローランド・ナバレッテ           | フィリピン     | 1981年8月29日 - 1982年5月29日         | 1        |
| 13 | ラファエル・リモン (2期目)       | メキシコ       | 1982年5月29日 - 1982年12月12日        | 1        |
| 14 | ボビー・チャコン                 | アメリカ合衆国 | 1982年12月12日 - 1983年6月27日 (返上) | 1        |
| 15 | ヘクター・カマチョ               | プエルトリコ   | 1983年8月7日 - 1984年7月6日 (返上)    | 1        |
| 16 | フリオ・セサール・チャベス       | メキシコ       | 1984年9月13日 - 1987年 (返上)         | 9        |
| 17 | アズマー・ネルソン               | ガーナ         | 1988年2月29日 - 1994年5月7日          | 10       |
| 18 | ジェシー・ジェイムス・レイハ     | アメリカ合衆国 | 1994年5月7日 - 1994年9月17日          | 0        |
| 19 | ガブリエル・ルエラス             | アメリカ合衆国 | 1994年9月17日 - 1995年12月1日         | 2        |
| 20 | アズマー・ネルソン (2期目)       | ガーナ         | 1995年12月1日 - 1997年3月22日         | 1        |
| 21 | ヘナロ・エルナンデス             | アメリカ合衆国 | 1997年3月22日 - 1998年10月3日         | 3        |
| 22 | フロイド・メイウェザー・ジュニア | アメリカ合衆国 | 1998年10月3日 - 2002年5月14日 (返上)  | 8        |
| 23 | シリモンコン・シンワンチャー     | タイ           | 2002年8月24日 - 2003年8月15日         | 1        |
| 24 | ヘスス・チャベス                 | メキシコ       | 2003年8月15日 - 2004年2月28日         | 0        |
| 25 | エリック・モラレス               | メキシコ       | 2004年2月28日 - 2004年11月27日        | 1        |
| 26 | マルコ・アントニオ・バレラ       | メキシコ       | 2004年11月27日 - 2007年3月17日        | 4        |
| 27 | ファン・マヌエル・マルケス       | メキシコ       | 2007年3月17日 - 2008年3月15日         | 1        |
| 28 | マニー・パッキャオ               | フィリピン     | 2008年3月15日 - 2008年6月16日 (返上)  | 0        |
| 29 | ウンベルト・ソト                 | メキシコ       | 2008年12月20日 - 2010年3月18日 (返上) | 3        |
| 30 | ビタリ・タイベルト               | ドイツ         | 2010年3月18日 - 2010年11月26日        | 1        |
| 31 | 粟生隆寛                         | 日本           | 2010年11月26日 - 2012年10月27日       | 3        |
| 32 | ガマリエル・ディアス             | メキシコ       | 2012年10月27日 - 2013年4月8日         | 0        |
| 33 | 三浦隆司                         | 日本           | 2013年4月8日 - 2015年11月21日         | 4        |
| 34 | フランシスコ・バルガス           | メキシコ       | 2015年11月21日 - 2017年1月28日        | 1        |
| 35 | ミゲール・ベルチェット           | メキシコ       | 2017年1月28日 - 2021年2月20日         | 6        |
| 36 | オスカル・バルデス               | メキシコ       | 2021年2月20日 - 2022年4月30日         | 1        |
| 37 | シャクール・スティーブンソン     | アメリカ合衆国 | 2022年4月30日 - 2022年9月22日 (剥奪)  | 0        |
| 38 | オシャキー・フォスター           | アメリカ合衆国 | 2023年2月11日 - 2024年7月6日          | 2        |
| 39 | ロブソン・コンセイソン           | ブラジル       | 2024年7月6日 - 2024年11月2日          | 0        |
| 40 | オシャキー・フォスター（2期目）  | アメリカ合衆国 | 2024年11月2日 - 現在                  | 0        |

### 暫定王座
| 名前                     | 国籍           | 在位期間                                                        | 防衛回数 |
| ------------------------ | -------------- | --------------------------------------------------------------- | -------- |
| フランシスコ・ロレンソ   | ドミニカ共和国 | 2008年6月28日 - 2008年12月20日（王座決定戦により消滅）          | 0        |
| ウンベルト・ソト         | メキシコ       | 2008年10月11日 - 2008年12月20日（王座決定戦により正規王座昇格） | 0        |
| ウンベルト・グティエレス | メキシコ       | 2009年8月22日 - 2009年11月21日                                  | 0        |
| ビタリ・タイベルト       | ドイツ         | 2009年11月21日 - 2010年3月18日（正規王座昇格）                  | 0        |

## ライト級
| 代 | 名前                                 | 国籍           | 在位期間                                             | 防衛回数 |
| -- | ------------------------------------ | -------------- | ---------------------------------------------------- | -------- |
| 初 | カルロス・オルチス                   | プエルトリコ   | 1963年2月14日 - 1965年4月10日                        | 3        |
| 2  | イスマエル・ラグナ                   | パナマ         | 1965年4月10日 - 1965年11月13日                       | 0        |
| 3  | カルロス・オルチス (2期目)           | プエルトリコ   | 1965年11月13日 - 1966年10月25日（剥奪）              | 2        |
| 4  | カルロス・オルチス (3期目)           | プエルトリコ   | 1967年7月1日 - 1968年6月29日                         | 1        |
| 5  | カルロス・テオ・クルス               | ドミニカ共和国 | 1968年6月29日 - 1969年2月18日                        | 1        |
| 6  | マンド・ラモス                       | アメリカ合衆国 | 1969年2月18日 - 1970年3月3日                         | 1        |
| 7  | イスマエル・ラグナ (2期目)           | パナマ         | 1970年3月3日 - 1970年9月15日 (剥奪)                  | 0        |
| 8  | ケン・ブキャナン                     | イギリス       | 1971年2月12日 - 1971年6月25日 (剥奪)                 | 0        |
| 9  | ペドロ・カラスコ                     | スペイン       | 1971年11月5日 - 1972年2月18日                        | 0        |
| 10 | マンド・ラモス (2期目)               | アメリカ合衆国 | 1972年2月18日 - 1972年9月15日                        | 1        |
| 11 | チャンゴ・カルモナ                   | メキシコ       | 1972年9月15日 - 1972年11月10日                       | 0        |
| 12 | ロドルフォ・ゴンザレス               | メキシコ       | 1972年11月10日 - 1974年4月11日                       | 2        |
| 13 | ガッツ石松                           | 日本           | 1974年4月11日 - 1976年5月8日                         | 5        |
| 14 | エステバン・デ・ヘスス               | プエルトリコ   | 1976年5月8日 - 1978年1月21日                         | 3        |
| 15 | ロベルト・デュラン                   | パナマ         | 1978年1月21日 - 1979年 (返上)                        | 0        |
| 16 | ジム・ワット                         | イギリス       | 1979年4月17日 - 1981年6月20日                        | 4        |
| 17 | アレクシス・アルゲリョ               | ニカラグア     | 1981年6月20日 - 1983年 (返上)                        | 4        |
| 18 | エドウィン・ロサリオ                 | プエルトリコ   | 1983年5月1日 - 1984年11月3日                         | 2        |
| 19 | ホセ・ルイス・ラミレス               | メキシコ       | 1984年11月3日 - 1985年8月10日                        | 0        |
| 20 | ヘクター・カマチョ                   | プエルトリコ   | 1985年8月10日 - 1987年 (返上)                        | 2        |
| 21 | ホセ・ルイス・ラミレス (2期目)       | メキシコ       | 1987年7月17日 - 1988年10月29日                       | 2        |
| 22 | フリオ・セサール・チャベス           | メキシコ       | 1988年10月29日 - 1989年 (返上)                       | 0        |
| 23 | パーネル・ウィテカー                 | アメリカ合衆国 | 1989年8月20日 - 1992年 (返上)                        | 6        |
| 24 | ミゲル・アンヘル・ゴンザレス         | メキシコ       | 1992年8月24日 - 1996年 (返上)                        | 10       |
| 25 | ジャン＝バチスト・メンディ           | フランス       | 1996年4月20日 - 1997年3月1日                         | 0        |
| 26 | スティーブ・ジョンストン             | アメリカ合衆国 | 1997年3月1日 - 1998年6月13日                         | 3        |
| 27 | セサール・バサン                     | メキシコ       | 1998年6月13日 - 1999年2月27日                        | 2        |
| 28 | スティーブ・ジョンストン (2期目)     | アメリカ合衆国 | 1999年2月27日 - 2000年6月17日                        | 4        |
| 29 | ホセ・ルイス・カスティージョ         | メキシコ       | 2000年6月17日 - 2002年4月20日                        | 3        |
| 30 | フロイド・メイウェザー・ジュニア     | アメリカ合衆国 | 2002年4月20日 - 2004年 (返上)                        | 3        |
| 31 | ホセ・ルイス・カスティージョ (2期目) | メキシコ       | 2004年6月5日 - 2005年5月7日                          | 2        |
| 32 | ディエゴ・コラレス                   | アメリカ合衆国 | 2005年5月7日 - 2006年10月6日 (剥奪)                  | 0        |
| 33 | ホエール・カサマヨール               | キューバ       | 2006年10月7日 - 2007年2月22日（剥奪、暫定王座降格）  | 0        |
| 34 | デビッド・ディアス                   | アメリカ合衆国 | 2007年2月22日 - 2008年6月28日                        | 1        |
| 35 | マニー・パッキャオ                   | フィリピン     | 2008年6月28日 - 2009年2月24日 (返上)                 | 0        |
| 36 | エドウィン・バレロ                   | ベネズエラ     | 2009年4月4日 - 2010年2月9日 (返上および休養王座認定) | 2        |
| 37 | ウンベルト・ソト                     | メキシコ       | 2010年3月13日 - 2011年7月1日 (返上)                  | 4        |
| 38 | アントニオ・デマルコ                 | メキシコ       | 2011年10月15日 - 2012年11月17日                      | 2        |
| 39 | エイドリアン・ブローナー             | アメリカ合衆国 | 2012年11月17日 - 2014年1月27日 (剥奪)                | 1        |
| 40 | オマール・フィゲロア                 | アメリカ合衆国 | 2014年1月27日 - 2015年11月10日 (剥奪、休養王座認定)  | 2        |
| 41 | ホルヘ・リナレス                     | ベネズエラ     | 2014年12月30日 - 2016年2月23日 (休養王座認定)        | 2        |
| 42 | デヤン・ズラチカニン                 | モンテネグロ   | 2016年6月11日 - 2017年1月28日                        | 0        |
| 43 | ミゲル・アンヘル・ガルシア           | アメリカ合衆国 | 2017年1月28日 - 2019年4月25日 (返上)                 | 0        |
| 44 | ワシル・ロマチェンコ                 | ウクライナ     | 2019年8月31日 - 2019年10月24日 (フランチャイズ王座)  | 0        |
| 45 | デヴィン・ヘイニー                   | アメリカ合衆国 | 2019年10月24日 - 2023年8月1日 (休養王座認定)         | 1        |
| 46 | デヴィン・ヘイニー（2期目）          | アメリカ合衆国 | 2020年4月22日 - 2023年8月1日 (休養王座認定)          | 6        |
| 47 | シャクール・スティーブンソン         | アメリカ合衆国 | 2023年11月16日 - 現在                                | 2        |

### 休養王座
| 名前                       | 国籍           | 在位期間                                      | 防衛回数 |
| -------------------------- | -------------- | --------------------------------------------- | -------- |
| エドウィン・バレロ         | ベネズエラ     | 2010年2月9日 - 2010年4月19日                  | 0        |
| オマール・フィゲロア       | アメリカ合衆国 | 2014年11月10日 - 2015年10月8日（返上）        | 0        |
| ホルヘ・リナレス           | ベネズエラ     | 2016年2月23日 - 2016年9月24日（返上）         | 0        |
| デヴィン・ヘイニー         | アメリカ合衆国 | 2019年12月12日 - 2020年4月22日 (正規王座復帰) | 0        |
| デヴィン・ヘイニー (2期目) | アメリカ合衆国 | 2023年8月1日 - 2023年11月29日 (返上)          | 0        |

### 暫定王座
| 名前                           | 国籍           | 在位期間                                       | 防衛回数 |
| ------------------------------ | -------------- | ---------------------------------------------- | -------- |
| ホセ・アルマンド・サンタクルス | メキシコ       | 2006年5月20日 - 2006年8月12日                  | 0        |
| デビッド・ディアス             | アメリカ合衆国 | 2006年8月12日 - 2006年10月7日（正規王座昇格）  | 0        |
| ホエール・カサマヨール         | キューバ       | 2007年2月22日 - 2008年9月13日（剥奪）          | 1        |
| アントニオ・デマルコ           | メキシコ       | 2009年10月31日 - 2010年2月6日                  | 0        |
| オマール・フィゲロア           | アメリカ合衆国 | 2013年7月27日 - 2014年1月27日（正規王座昇格）  | 0        |
| デヴィン・ヘイニー             | アメリカ合衆国 | 2019年9月13日 - 2019年10月24日（正規王座昇格） | 0        |
| ライアン・ガルシア             | アメリカ合衆国 | 2021年1月2日 - 2021年5月24日（剥奪）           | 0        |
| ジョセフ・ディアス             | アメリカ合衆国 | 2021年7月9日 - 2021年12月4日                   | 0        |
| ウィリアム・セペダ             | メキシコ       | 2024年11月16日 - 現在                          | 0        |

## スーパーライト級
| 代 | 名前                               | 国籍           | 在位期間                                               | 防衛回数 |
| -- | ---------------------------------- | -------------- | ------------------------------------------------------ | -------- |
| 初 | エディ・パーキンス                 | アメリカ合衆国 | 1963年6月15日 - 1965年1月18日                          | 2        |
| 2  | カルロス・エルナンデス             | ベネズエラ     | 1965年1月18日 - 1966年4月29日                          | 2        |
| 3  | サンドロ・ロポポロ                 | イタリア       | 1966年4月29日 - 1967年4月30日                          | 1        |
| 4  | 藤猛                               | アメリカ合衆国 | 1967年4月30日 - 1968年11月14日 (剥奪)                  | 1        |
| 5  | ペドロ・アディグ                   | フィリピン     | 1968年12月14日 - 1970年1月31日                         | 0        |
| 6  | ブルーノ・アルカリ                 | イタリア       | 1970年1月31日 - 1974年 (返上)                          | 9        |
| 7  | ペリコ・フェルナンデス             | スペイン       | 1974年9月24日 - 1975年7月15日                          | 1        |
| 8  | センサク・ムアンスリン             | タイ           | 1975年7月15日 - 1976年6月30日                          | 1        |
| 9  | ミゲール・ベラスケス               | スペイン       | 1976年6月30日 - 1976年10月29日                         | 5        |
| 10 | センサク・ムアンスリン (2期目)     | タイ           | 1976年10月29日 - 1978年12月30日                        | 7        |
| 11 | 金相賢                             | 韓国           | 1978年12月30日 - 1980年2月23日                         | 2        |
| 12 | ソウル・マンビー                   | アメリカ合衆国 | 1980年2月23日 - 1982年6月26日                          | 5        |
| 13 | レロイ・ヘイリー                   | アメリカ合衆国 | 1982年6月26日 - 1983年5月18日                          | 2        |
| 14 | ブルース・カリー                   | アメリカ合衆国 | 1983年5月18日 - 1984年1月29日                          | 2        |
| 15 | ビル・コステロ                     | アメリカ合衆国 | 1984年1月29日 - 1985年8月21日                          | 3        |
| 16 | ロニー・スミス                     | アメリカ合衆国 | 1985年8月21日 - 1986年5月5日                           | 0        |
| 17 | レネ・アルレドンド                 | メキシコ       | 1986年5月5日 - 1986年7月24日                           | 0        |
| 18 | 浜田剛史                           | 日本           | 1986年7月24日 - 1987年7月22日                          | 1        |
| 19 | レネ・アルレドンド (2期目)         | メキシコ       | 1987年7月22日 - 1987年11月12日                         | 0        |
| 20 | ロジャー・メイウェザー             | アメリカ合衆国 | 1987年11月12日 - 1989年5月13日                         | 4        |
| 21 | フリオ・セサール・チャベス         | メキシコ       | 1989年5月13日 - 1994年1月29日                          | 12       |
| 22 | フランキー・ランドール             | アメリカ合衆国 | 1994年1月29日 - 1994年5月7日                           | 0        |
| 23 | フリオ・セサール・チャベス (2期目) | メキシコ       | 1994年5月7日 - 1996年6月7日                            | 4        |
| 24 | オスカー・デ・ラ・ホーヤ           | アメリカ合衆国 | 1996年6月7日 - 1997年4月12日 (返上)                    | 1        |
| 25 | コンスタンチン・チュー             | オーストラリア | 1999年8月21日 - 2003年 (剥奪)                          | 7（0）   |
| 26 | アルツロ・ガッティ                 | カナダ         | 2004年1月24日 - 2005年6月25日                          | 2        |
| 27 | フロイド・メイウェザー・ジュニア   | アメリカ合衆国 | 2005年6月25日 - 2006年 (返上)                          | 0        |
| 28 | ジュニア・ウィッター               | イギリス       | 2006年9月15日 - 2008年5月10日                          | 2        |
| 29 | ティモシー・ブラッドリー           | アメリカ合衆国 | 2008年5月10日 - 2009年4月28日 (剥奪)                   | 2        |
| 30 | デボン・アレクサンダー             | アメリカ合衆国 | 2009年8月1日 - 2011年1月29日                           | 2        |
| 31 | ティモシー・ブラッドリー (2期目)   | アメリカ合衆国 | 2011年1月29日 - 2011年7月17日 (剥奪および休養王座認定) | 0        |
| 32 | エリック・モラレス                 | メキシコ       | 2011年7月17日 - 2012年3月23日 (剥奪)                   | 0        |
| 33 | ダニー・ガルシア                   | アメリカ合衆国 | 2012年3月24日 - 2015年6月11日 (返上)                   | 5        |
| 34 | ビクトル・ポストル                 | ウクライナ     | 2015年10月3日 - 2016年7月23日                          | 0        |
| 35 | テレンス・クロフォード             | アメリカ合衆国 | 2016年7月23日 - 2017年10月26日 (返上)                  | 3        |
| 36 | ホセ・カルロス・ラミレス           | アメリカ合衆国 | 2018年3月17日 - 2021年5月22日                          | 4        |
| 37 | ジョシュ・テイラー                 | イギリス       | 2021年5月22日 - 2022年7月1日 (返上)                    | 1        |
| 38 | レジス・プログレイス               | アメリカ合衆国 | 2022年11月26日 - 2023年12月9日                         | 1        |
| 39 | デヴィン・ヘイニー                 | アメリカ合衆国 | 2023年12月9日 - 2024年6月24日（休養王座認定）          | 0        |
| 40 | アルベルト・プエジョ               | ドミニカ共和国 | 2024年6月24日 - 現在                                   | 0        |

### 休養王座
| 名前                     | 国籍           | 在位期間              | 防衛回数 |
| ------------------------ | -------------- | --------------------- | -------- |
| ティモシー・ブラッドリー | アメリカ合衆国 | 2011年7月 - 2012年6月 | 0        |
| デヴィン・ヘイニー       | アメリカ合衆国 | 2024年6月24日 - 現在  | 0        |

### 暫定王座
| 名前                   | 国籍           | 在位期間                                                           | 防衛回数 |
| ---------------------- | -------------- | ------------------------------------------------------------------ | -------- |
| コンスタンチン・チュー | オーストラリア | 1998年11月28日 - 1999年8月21日（正規王座決定戦により正規王座昇格） | 0        |
| ルーカス・マティセー   | アルゼンチン   | 2012年9月8日 - 2013年9月14日                                       | 2        |
| レジス・プログレイス   | アメリカ合衆国 | 2017年3月9日 - 2018年7月14日                                       | 0        |
| アルベルト・プエジョ   | ドミニカ共和国 | 2024年6月15日 - 2024年6月24日（正規王座昇格）                      | 0        |

## ウェルター級
| 代 | 名前                                     | 国籍                     | 在位期間                                              | 防衛回数 |
| -- | ---------------------------------------- | ------------------------ | ----------------------------------------------------- | -------- |
| 初 | エミール・グリフィス                     | アメリカ領ヴァージン諸島 | 1963年2月14日 - 1963年3月21日                         | 0        |
| 2  | ルイス・ロドリゲス                       | キューバ                 | 1963年3月21日 - 1963年6月8日                          | 0        |
| 3  | エミール・グリフィス (2期目)             | アメリカ領ヴァージン諸島 | 1963年6月8日 - 1966年5月18日 (剥奪)                   | 4        |
| 4  | カーチス・コークス                       | アメリカ合衆国           | 1966年8月24日 - 1969年4月18日                         | 4        |
| 5  | ホセ・ナポレス                           | キューバ                 | 1969年4月18日 - 1970年12月3日                         | 3        |
| 6  | ビリー・バッカス                         | アメリカ合衆国           | 1970年12月3日 - 1971年6月4日                          | 0        |
| 7  | ホセ・ナポレス (2期目)                   | キューバ                 | 1971年6月4日 - 1975年12月6日                          | 10       |
| 8  | ジョン・H・ストレーシー                  | イギリス                 | 1975年12月6日 - 1976年6月22日                         | 1        |
| 9  | カルロス・パロミノ                       | メキシコ                 | 1976年6月22日 - 1979年1月14日                         | 7        |
| 10 | ウィルフレド・ベニテス                   | プエルトリコ             | 1979年1月14日 - 1979年11月30日                        | 1        |
| 11 | シュガー・レイ・レナード                 | アメリカ合衆国           | 1979年11月30日 - 1980年6月20日                        | 1        |
| 12 | ロベルト・デュラン                       | パナマ                   | 1980年6月20日 - 1980年11月25日                        | 0        |
| 13 | シュガー・レイ・レナード (2期目)         | アメリカ合衆国           | 1980年11月25日 - 1982年 (返上)                        | 3        |
| 14 | ミルトン・マクローリー                   | アメリカ合衆国           | 1983年8月13日 - 1985年12月6日                         | 4        |
| 15 | ドナルド・カリー                         | アメリカ合衆国           | 1985年12月6日 - 1986年9月27日                         | 0        |
| 16 | ロイド・ハニガン                         | イギリス                 | 1986年9月27日 - 1987年10月28日                        | 2        |
| 17 | ホルヘ・バカ                             | メキシコ                 | 1987年10月28日 - 1988年3月30日                        | 0        |
| 18 | ロイド・ハニガン (2期目)                 | イギリス                 | 1988年3月30日 - 1989年2月4日                          | 1        |
| 19 | マーロン・スターリング                   | アメリカ合衆国           | 1989年2月4日 - 1990年8月19日                          | 1        |
| 20 | モーリス・ブロッカー                     | アメリカ合衆国           | 1990年8月19日 - 1991年3月18日                         | 0        |
| 21 | サイモン・ブラウン                       | ジャマイカ               | 1991年3月18日 - 1991年11月30日                        | 0        |
| 22 | バディ・マクガート                       | アメリカ合衆国           | 1991年11月30日 - 1993年3月6日                         | 2        |
| 23 | パーネル・ウィテカー                     | アメリカ合衆国           | 1993年3月6日 - 1997年4月14日                          | 8        |
| 24 | オスカー・デ・ラ・ホーヤ                 | アメリカ合衆国           | 1997年4月14日 - 1999年9月18日                         | 7        |
| 25 | フェリックス・トリニダード               | プエルトリコ             | 1999年9月18日 - 2000年 (返上)                         | 0        |
| 26 | オスカー・デ・ラ・ホーヤ (2期目)         | アメリカ合衆国           | 2000年2月28日 - 2000年6月17日                         | 0        |
| 27 | シェーン・モズリー                       | アメリカ合衆国           | 2000年6月17日 - 2002年1月26日                         | 3        |
| 28 | バーノン・フォレスト                     | アメリカ合衆国           | 2002年1月26日 - 2003年1月25日                         | 1        |
| 29 | リカルド・マヨルガ                       | ニカラグア               | 2003年1月25日 - 2003年12月13日                        | 1        |
| 30 | コーリー・スピンクス                     | アメリカ合衆国           | 2003年12月13日 - 2005年2月5日                         | 2        |
| 31 | ザブ・ジュダー                           | アメリカ合衆国           | 2005年2月5日 - 2006年1月7日                           | 1        |
| 32 | カルロス・バルドミール                   | アルゼンチン             | 2006年1月7日 - 2006年11月4日                          | 1        |
| 33 | フロイド・メイウェザー・ジュニア         | アメリカ合衆国           | 2006年11月4日 - 2008年 (返上)                         | 1        |
| 34 | アンドレ・ベルト                         | アメリカ合衆国           | 2008年6月21日 - 2011年4月16日                         | 3        |
| 35 | ビクター・オルティス                     | アメリカ合衆国           | 2011年4月16日 - 2011年9月17日                         | 0        |
| 36 | フロイド・メイウェザー・ジュニア (2期目) | アメリカ合衆国           | 2011年9月17日 - 2015年11月2日 (名誉王座)              | 5        |
| 37 | ダニー・ガルシア                         | アメリカ合衆国           | 2016年1月23日 - 2017年3月4日                          | 0        |
| 38 | キース・サーマン                         | アメリカ合衆国           | 2017年3月4日 - 2018年4月25日 (返上)                   | 0        |
| 39 | ショーン・ポーター                       | アメリカ合衆国           | 2018年9月8日 - 2019年9月28日                          | 1        |
| 40 | エロール・スペンス・ジュニア             | アメリカ合衆国           | 2019年9月28日 - 2023年7月29日                         | 2        |
| 41 | テレンス・クロフォード                   | アメリカ合衆国           | 2023年7月29日 - 2024年5月27日（剥奪及び休養王座認定） | 0        |
| 42 | マリオ・バリオス                         | アメリカ合衆国           | 2024年6月18日 - 現在                                  | 1（1）   |

### 休養王座
| 名前                   | 国籍           | 在位期間             | 防衛回数 |
| ---------------------- | -------------- | -------------------- | -------- |
| テレンス・クロフォード | アメリカ合衆国 | 2024年5月27日 - 現在 | 0        |

### 暫定王座
| 名前               | 国籍           | 在位期間                                      | 防衛回数 |
| ------------------ | -------------- | --------------------------------------------- | -------- |
| シェーン・モズリー | アメリカ合衆国 | 2007年2月10日 - 2007年9月 (返上)              | 0        |
| ロバート・ゲレーロ | アメリカ合衆国 | 2012年7月28日 - 2013年5月4日                  | 1        |
| マリオ・バリオス   | アメリカ合衆国 | 2023年9月30日 - 2024年6月18日（正規王座昇格） | 1        |

## スーパーウェルター級
| 代 | 名前                                     | 国籍           | 在位期間                                              | 防衛回数 |
| -- | ---------------------------------------- | -------------- | ----------------------------------------------------- | -------- |
| 初 | デニー・モイヤー                         | アメリカ合衆国 | 1963年2月19日 - 1963年4月29日                         | 1        |
| 2  | ラルフ・デュパス                         | アメリカ合衆国 | 1963年4月29日 - 1963年9月7日                          | 1        |
| 3  | サンドロ・マジンギ                       | イタリア       | 1963年9月7日 - 1965年6月18日                          | 3        |
| 4  | ニノ・ベンベヌチ                         | イタリア       | 1965年6月18日 - 1966年6月25日                         | 1        |
| 5  | 金基洙                                   | 韓国           | 1966年6月25日 - 1968年5月26日                         | 2        |
| 6  | サンドロ・マジンギ (2期目)               | イタリア       | 1968年5月26日 - 1969年 (剥奪)                         | 1        |
| 7  | フレディ・リトル                         | アメリカ合衆国 | 1969年3月17日 - 1970年7月9日                          | 2        |
| 8  | カルメロ・ボッシ                         | イタリア       | 1970年7月9日 - 1971年10月31日                         | 1        |
| 9  | 輪島功一                                 | 日本           | 1971年10月31日 - 1974年6月4日                         | 6        |
| 10 | オスカー・アルバラード                   | アメリカ合衆国 | 1974年6月4日 - 1975年1月21日                          | 1        |
| 11 | 輪島功一 (2期目)                         | 日本           | 1975年1月21日 - 1975年3月22日 (剥奪)                  | 0        |
| 12 | ミゲル・デ・オリベイラ                   | ブラジル       | 1975年5月10日 - 1975年11月13日                        | 0        |
| 13 | エリシャ・オベド                         | バハマ         | 1975年11月13日 - 1976年6月18日                        | 2        |
| 14 | エックハルト・ダッゲ                     | ドイツ         | 1976年6月18日 - 1977年8月6日                          | 2        |
| 15 | ロッキー・マッチョーリ                   | イタリア       | 1977年8月6日 - 1979年3月4日                           | 2        |
| 16 | モーリス・ホープ                         | イギリス       | 1979年3月4日 - 1981年5月23日                          | 3        |
| 17 | ウィルフレド・ベニテス                   | プエルトリコ   | 1981年5月23日 - 1982年12月3日                         | 2        |
| 18 | トーマス・ハーンズ                       | アメリカ合衆国 | 1982年12月3日 - 1986年 (返上)                         | 4        |
| 19 | デュアン・トーマス                       | アメリカ合衆国 | 1986年12月5日 - 1987年7月12日                         | 0        |
| 20 | ルペ・アキノ                             | メキシコ       | 1987年7月12日 - 1987年10月2日                         | 0        |
| 21 | ジャンフランコ・ロッシ                   | イタリア       | 1987年10月2日 - 1988年7月8日                          | 1        |
| 22 | ドナルド・カリー                         | アメリカ合衆国 | 1988年7月8日 - 1989年2月11日                          | 0        |
| 23 | ルネ・ジャコー                           | フランス       | 1989年2月11日 - 1989年7月8日                          | 0        |
| 24 | ジョン・ムガビ                           | ウガンダ       | 1989年7月8日 - 1990年3月31日                          | 0        |
| 25 | テリー・ノリス                           | アメリカ合衆国 | 1990年3月31日 - 1993年12月18日                        | 10       |
| 26 | サイモン・ブラウン                       | ジャマイカ     | 1993年12月18日 - 1994年5月7日                         | 1        |
| 27 | テリー・ノリス (2期目)                   | アメリカ合衆国 | 1994年5月7日 - 1994年11月12日                         | 0        |
| 28 | ルイス・サンタナ                         | ドミニカ共和国 | 1994年11月12日 - 1995年8月19日                        | 1        |
| 29 | テリー・ノリス (3期目)                   | アメリカ合衆国 | 1995年8月19日 - 1997年12月6日                         | 6        |
| 30 | キース・ムリングス                       | アメリカ合衆国 | 1997年12月6日 - 1999年1月29日                         | 1        |
| 31 | ハビエル・カスティリェホ                 | スペイン       | 1999年1月29日 - 2001年6月23日                         | 5        |
| 32 | オスカー・デ・ラ・ホーヤ                 | アメリカ合衆国 | 2001年6月23日 - 2003年9月13日                         | 2        |
| 33 | シェーン・モズリー                       | アメリカ合衆国 | 2003年9月13日 - 2004年3月13日                         | 0        |
| 34 | ロナルド・ライト                         | アメリカ合衆国 | 2004年3月13日 - 2005年 (返上)                         | 1        |
| 35 | ハビエル・カスティリェホ（2期目）        | スペイン       | 2005年3月5日 - 2005年5月31日（剥奪）                  | 5        |
| 36 | リカルド・マヨルガ                       | ニカラグア     | 2005年8月13日 - 2006年5月6日                          | 0        |
| 37 | オスカー・デ・ラ・ホーヤ (2期目)         | アメリカ合衆国 | 2006年5月6日 - 2007年5月6日                           | 0        |
| 38 | フロイド・メイウェザー・ジュニア         | アメリカ合衆国 | 2007年5月6日 - 2007年 (返上)                          | 0        |
| 39 | バーノン・フォレスト                     | アメリカ合衆国 | 2007年7月28日 - 2008年6月7日                          | 1        |
| 40 | セルヒオ・モラ                           | アメリカ合衆国 | 2008年6月7日 - 2008年9月13日                          | 0        |
| 41 | バーノン・フォレスト (2期目)             | アメリカ合衆国 | 2008年9月13日 - 2009年5月21日 (剥奪)                  | 0        |
| 42 | セルヒオ・マルチネス                     | アルゼンチン   | 2009年5月21日 - 2010年6月17日 (返上)                  | 0（1）   |
| 43 | マニー・パッキャオ                       | フィリピン     | 2010年11月13日 - 2011年2月 (返上)                     | 0        |
| 44 | サウル・アルバレス                       | メキシコ       | 2011年3月5日 - 2013年9月14日                          | 6        |
| 45 | フロイド・メイウェザー・ジュニア (2期目) | アメリカ合衆国 | 2013年9月14日 - 2015年11月2日 (名誉王座)              | 1        |
| 46 | ジャーメル・チャーロ                     | アメリカ合衆国 | 2016年5月21日 - 2018年12月22日                        | 3        |
| 47 | トニー・ハリソン                         | アメリカ合衆国 | 2018年12月22日 - 2019年12月21日                       | 0        |
| 48 | ジャーメル・チャーロ (2期目)             | アメリカ合衆国 | 2019年12月21日 - 2024年1月26日 (剥奪及び休養王座認定) | 3        |
| 49 | セバスチャン・フンドラ                   | アメリカ合衆国 | 2024年3月30日 - 現在                                  | 0        |

### 休養王座
| 名前                 | 国籍           | 在位期間             | 防衛回数 |
| -------------------- | -------------- | -------------------- | -------- |
| ジャーメル・チャーロ | アメリカ合衆国 | 2024年1月26日 - 現在 | 0 (3)    |

### 暫定王座
| 名前                           | 国籍           | 在位期間                                      | 防衛回数 |
| ------------------------------ | -------------- | --------------------------------------------- | -------- |
| ハビエル・カスティリェホ       | スペイン       | 2002年7月12日 - 2005年3月5日 (正規王座昇格)   | 1        |
| セルヒオ・マルチネス           | アルゼンチン   | 2008年10月4日 - 2009年5月21日（正規王座昇格） | 1        |
| ブライアン・メンドーサ         | アメリカ合衆国 | 2023年4月8日 - 2023年10月14日 (剥奪)          | 0        |
| セルヒイ・ボハチュク           | ウクライナ     | 2024年3月30日 - 2024年8月10日                 | 0        |
| バージル・オルティス・ジュニア | アメリカ合衆国 | 2024年8月10日 - 現在                          | 0        |

## ミドル級
| 代 | 名前                                 | 国籍                     | 在位期間                                           | 防衛回数 |
| -- | ------------------------------------ | ------------------------ | -------------------------------------------------- | -------- |
| 初 | ディック・タイガー                   | ナイジェリア             | 1963年8月10日 - 1963年12月7日                      | 0        |
| 2  | ジョーイ・ジャーデロ                 | アメリカ合衆国           | 1963年12月7日 - 1965年10月21日                     | 1        |
| 3  | ディック・タイガー (2期目)           | ナイジェリア             | 1965年10月21日 - 1966年4月25日                     | 0        |
| 4  | エミール・グリフィス                 | アメリカ領ヴァージン諸島 | 1966年4月25日 - 1968年3月4日                       | 2        |
| 5  | ニノ・ベンベヌチ                     | イタリア                 | 1968年3月4日 - 1970年11月7日                       | 4        |
| 6  | カルロス・モンソン                   | アルゼンチン             | 1970年11月7日 - 1974年2月9日 (剥奪)                | 9        |
| 7  | ロドリゴ・バルデス                   | コロンビア               | 1974年5月25日 - 1976年6月26日                      | 4        |
| 8  | カルロス・モンソン (2期目)           | アルゼンチン             | 1976年6月26日 - 1977年8月29日 (返上)               | 1        |
| 9  | ロドリゴ・バルデス (2期目)           | コロンビア               | 1977年11月5日 - 1978年4月22日                      | 0        |
| 10 | ウーゴ・コーロ                       | アルゼンチン             | 1978年4月22日 - 1979年6月30日                      | 2        |
| 11 | ビト・アンツォフェルモ               | イタリア                 | 1979年6月30日 - 1980年3月16日                      | 1        |
| 12 | アラン・ミンター                     | イギリス                 | 1980年3月16日 - 1980年9月27日                      | 1        |
| 13 | マービン・ハグラー                   | アメリカ合衆国           | 1980年9月27日 - 1987年4月6日                       | 12       |
| 14 | シュガー・レイ・レナード             | アメリカ合衆国           | 1987年4月6日 - 1987年5月27日 (返上)                | 0        |
| 15 | トーマス・ハーンズ                   | アメリカ合衆国           | 1987年10月29日 - 1988年6月6日                      | 0        |
| 16 | アイラン・バークレー                 | アメリカ合衆国           | 1988年6月6日 - 1989年2月24日                       | 0        |
| 17 | ロベルト・デュラン                   | パナマ                   | 1989年2月24日 - 1990年1月11日 (剥奪)               | 0        |
| 18 | ジュリアン・ジャクソン               | アメリカ領ヴァージン諸島 | 1990年11月24日 - 1993年5月8日                      | 4        |
| 19 | ジェラルド・マクレラン               | アメリカ合衆国           | 1993年5月8日 - 1995年1月5日 (返上)                 | 3        |
| 20 | ジュリアン・ジャクソン (2期目)       | アメリカ領ヴァージン諸島 | 1995年3月17日 - 1995年8月19日                      | 0        |
| 21 | クインシー・テイラー                 | アメリカ合衆国           | 1995年8月19日 - 1996年3月16日                      | 0        |
| 22 | キース・ホームズ                     | アメリカ合衆国           | 1996年3月16日 - 1998年5月2日                       | 2        |
| 23 | アッシン・シェリフィー               | フランス                 | 1998年5月2日 - 1999年4月24日                       | 0        |
| 24 | キース・ホームズ (2期目)             | アメリカ合衆国           | 1999年4月24日 - 2001年4月14日                      | 2        |
| 25 | バーナード・ホプキンス               | アメリカ合衆国           | 2001年4月14日 - 2005年7月16日                      | 7        |
| 26 | ジャーメイン・テイラー               | アメリカ合衆国           | 2005年7月16日 - 2007年9月29日                      | 4        |
| 27 | ケリー・パブリク                     | アメリカ合衆国           | 2007年9月29日 - 2010年4月17日                      | 3        |
| 28 | セルヒオ・マルチネス                 | アルゼンチン             | 2010年4月17日 - 2011年1月18日 (名誉王座)           | 1        |
| 29 | セバスチャン・ズビク                 | ドイツ                   | 2011年1月18日 - 2011年6月4日                       | 0（3）   |
| 30 | フリオ・セサール・チャベス・ジュニア | メキシコ                 | 2011年6月4日 - 2012年9月15日                       | 3        |
| 31 | セルヒオ・マルチネス (2期目)         | アルゼンチン             | 2012年9月15日 - 2014年6月7日                       | 1        |
| 32 | ミゲール・コット                     | プエルトリコ             | 2014年6月7日 - 2015年11月17日 (剥奪)               | 1        |
| 33 | サウル・アルバレス                   | メキシコ                 | 2015年11月21日 - 2016年5月18日 (返上)              | 1        |
| 34 | ゲンナジー・ゴロフキン               | カザフスタン             | 2016年5月18日 - 2018年9月15日                      | 4（8）   |
| 35 | サウル・アルバレス (2期目)           | メキシコ                 | 2018年9月15日 - 2019年6月26日 (フランチャイズ王座) | 1        |
| 36 | ジャーモール・チャーロ               | アメリカ合衆国           | 2019年6月26日 - 2024年5月7日 (剥奪)                | 5（6）   |
| 37 | カルロス・アダメス                   | ドミニカ共和国           | 2024年5月7日 - 現在                                | 2（1）   |

### 暫定王座
| 名前                       | 国籍           | 在位期間                                       | 防衛回数 |
| -------------------------- | -------------- | ---------------------------------------------- | -------- |
| セバスチャン・ズビク       | ドイツ         | 2009年7月11日 - 2011年1月（正規王座昇格）      | 3        |
| マルコ・アントニオ・ルビオ | メキシコ       | 2014年4月5日 - 2014年10月17日 (剥奪)           | 0        |
| ゲンナジー・ゴロフキン     | カザフスタン   | 2014年10月18日 - 2016年5月18日（正規王座昇格） | 4        |
| ジャーモール・チャーロ     | アメリカ合衆国 | 2018年4月21日 - 2019年6月26日（正規王座昇格）  | 1        |
| カルロス・アダメス         | ドミニカ共和国 | 2022年10月8日 - 2024年5月7日（正規王座昇格）   | 1        |

## スーパーミドル級
| 代 | 名前                           | 国籍             | 在位期間                                    | 防衛回数 |
| -- | ------------------------------ | ---------------- | ------------------------------------------- | -------- |
| 初 | シュガー・レイ・レナード       | アメリカ合衆国   | 1988年11月7日 - 1990年8月27日 (返上)        | 2        |
| 2  | マウロ・ガルバノ               | イタリア         | 1990年12月15日 - 1992年10月3日              | 2        |
| 3  | ナイジェル・ベン               | イギリス         | 1992年10月3日 - 1996年3月2日                | 9        |
| 4  | スラニー・マリンガ             | 南アフリカ共和国 | 1996年3月2日 - 1996年7月6日                 | 0        |
| 5  | ビンチェンツオ・ナルディエッロ | イタリア         | 1996年7月6日 - 1996年10月12日               | 0        |
| 6  | ロビン・リード                 | イギリス         | 1996年10月12日 - 1997年12月19日             | 3        |
| 7  | スラニー・マリンガ (2期目)     | 南アフリカ共和国 | 1997年12月19日 - 1998年3月27日              | 0        |
| 8  | リッチー・ウッドホール         | イギリス         | 1998年3月27日 - 1999年10月23日              | 2        |
| 9  | マルクス・バイエル             | ドイツ           | 1999年10月23日 - 2000年5月6日               | 1        |
| 10 | グレン・キャトリー             | イギリス         | 2000年5月6日 - 2000年9月1日                 | 0        |
| 11 | ディンガン・トベラ             | 南アフリカ共和国 | 2000年9月1日 - 2000年12月15日               | 0        |
| 12 | デーブ・ヒルトン・ジュニア     | カナダ           | 2000年12月15日 - 2001年5月1日 (剥奪)        | 0        |
| 13 | エリック・ルーカス             | カナダ           | 2001年7月10日 - 2003年4月5日                | 3        |
| 14 | マルクス・バイエル (2期目)     | ドイツ           | 2003年4月5日 - 2004年6月5日                 | 2        |
| 15 | クリスチャン・サナビア         | イタリア         | 2004年6月5日 - 2004年10月9日                | 0        |
| 16 | マルクス・バイエル (3期目)     | ドイツ           | 2004年10月9日 - 2006年10月14日              | 5        |
| 17 | ミッケル・ケスラー             | デンマーク       | 2006年10月14日 - 2007年11月3日              | 1        |
| 18 | ジョー・カルザゲ               | イギリス         | 2007年11月3日 - 2008年6月28日 (返上)        | 0        |
| 19 | カール・フローチ               | イギリス         | 2008年12月6日 - 2010年4月24日               | 2        |
| 20 | ミッケル・ケスラー (2期目)     | デンマーク       | 2010年4月24日 - 2010年9月25日 (名誉王座)    | 0        |
| 21 | カール・フローチ (2期目)       | イギリス         | 2010年11月27日 - 2011年12月17日             | 1        |
| 22 | アンドレ・ウォード             | アメリカ合衆国   | 2011年12月17日 - 2013年4月16日 (名誉王座)   | 1        |
| 23 | サキオ・ビカ                   | オーストラリア   | 2013年6月22日 - 2014年8月16日               | 1        |
| 24 | アンソニー・ディレル           | アメリカ合衆国   | 2014年8月16日 - 2015年4月24日               | 0        |
| 25 | バドゥ・ジャック               | スウェーデン     | 2015年4月24日 - 2017年1月18日 (返上)        | 3        |
| 26 | デビッド・ベナビデス           | アメリカ合衆国   | 2017年9月8日 - 2018年10月3日 (休養王座認定) | 1        |
| 27 | アンソニー・ディレル (2期目)   | アメリカ合衆国   | 2019年2月23日 - 2019年9月28日               | 0        |
| 28 | デビッド・ベナビデス (2期目)   | アメリカ合衆国   | 2019年9月28日 - 2020年8月14日（剥奪）       | 0        |
| 29 | サウル・アルバレス             | メキシコ         | 2020年12月19日 - 現在                       | 8        |

### 休養王座
| 名前                 | 国籍           | 在位期間                      | 防衛回数 |
| -------------------- | -------------- | ----------------------------- | -------- |
| デビッド・ベナビデス | アメリカ合衆国 | 2018年10月3日 - 2019年9月28日 | 0        |

### 暫定王座
| 名前                 | 国籍           | 在位期間                              | 防衛回数 |
| -------------------- | -------------- | ------------------------------------- | -------- |
| ダニー・グリーン     | オーストラリア | 2003年12月20日 - 2005年3月12日        | 0        |
| デビッド・ベナビデス | アメリカ合衆国 | 2022年5月21日 - 2024年7月23日（返上） | 2        |

## ライトヘビー級
| 代 | 名前                               | 国籍           | 在位期間                             | 防衛回数 |
| -- | ---------------------------------- | -------------- | ------------------------------------ | -------- |
| 初 | ハロルド・ジョンソン               | アメリカ合衆国 | 1963年2月14日 - 1963年6月1日         | 0        |
| 2  | ウィリー・パストラーノ             | アメリカ合衆国 | 1963年6月1日 - 1965年3月30日         | 2        |
| 3  | ホセ・トーレス                     | プエルトリコ   | 1965年3月30日 - 1966年12月16日       | 3        |
| 4  | ディック・タイガー                 | ナイジェリア   | 1966年12月16日 - 1968年5月24日       | 2        |
| 5  | ボブ・フォスター                   | アメリカ合衆国 | 1968年5月24日 - 1974年9月16日 (剥奪) | 14       |
| 6  | ジョン・コンテ                     | イギリス       | 1974年10月1日 - 1977年5月21日 (剥奪) | 3        |
| 7  | ミゲル・アンヘル・クエリョ         | アルゼンチン   | 1977年5月21日 - 1978年1月7日         | 0        |
| 8  | メート・パルロフ                   | ユーゴスラビア | 1978年1月7日 - 1978年12月2日         | 1        |
| 9  | マービン・ジョンソン               | アメリカ合衆国 | 1978年12月2日 - 1979年8月18日        | 0        |
| 10 | マシュー・サード・ムハマド         | アメリカ合衆国 | 1979年8月18日 - 1981年12月19日       | 8        |
| 11 | ドワイト・ムハマド・カウィ         | アメリカ合衆国 | 1981年12月19日 - 1983年3月18日       | 3        |
| 12 | マイケル・スピンクス               | アメリカ合衆国 | 1983年3月18日 - 1985年10月9日 (剥奪) | 4        |
| 13 | J・B・ウィリアムソン               | アメリカ合衆国 | 1985年12月10日 - 1986年4月30日       | 0        |
| 14 | デニス・アンドリュース             | イギリス       | 1986年4月30日 - 1987年3月7日         | 1        |
| 15 | トーマス・ハーンズ                 | アメリカ合衆国 | 1987年3月7日 - 1987年8月6日 (返上)   | 0        |
| 16 | ドニー・ラロンド                   | カナダ         | 1987年11月27日 - 1988年11月7日       | 1        |
| 17 | シュガー・レイ・レナード           | アメリカ合衆国 | 1988年11月7日 - 1989年1月10日 (返上) | 0        |
| 18 | デニス・アンドリュース (2期目)     | イギリス       | 1989年2月21日 - 1989年6月24日        | 0        |
| 19 | ジェフ・ハーディング               | オーストラリア | 1989年6月24日 - 1990年7月28日        | 2        |
| 20 | デニス・アンドリュース (3期目)     | イギリス       | 1990年7月28日 - 1991年9月11日        | 2        |
| 21 | ジェフ・ハーディング (2期目)       | オーストラリア | 1991年9月11日 - 1994年7月23日        | 2        |
| 22 | マイク・マッカラム                 | ジャマイカ     | 1994年7月23日 - 1995年6月16日        | 0（1）   |
| 23 | ファブリス・ティオゾ               | フランス       | 1995年6月16日 - 1997年1月13日 (返上) | 1        |
| 24 | ロイ・ジョーンズ・ジュニア         | アメリカ合衆国 | 1996年11月22日 - 1997年3月21日       | 0        |
| 25 | モンテル・グリフィン               | アメリカ合衆国 | 1997年3月21日 - 1997年8月7日         | 0        |
| 26 | ロイ・ジョーンズ・ジュニア (2期目) | アメリカ合衆国 | 1997年8月7日 - 1997年11月5日 (返上)  | 0        |
| 27 | グラシアノ・ロッシジャーニ         | ドイツ         | 1998年3月21日 - 1998年7月 (剥奪)     | 0        |
| 28 | ロイ・ジョーンズ・ジュニア (3期目) | アメリカ合衆国 | 1998年7月 - 2003年4月4日 (返上)      | 11       |
| 29 | アントニオ・ターバー               | アメリカ合衆国 | 2003年4月26日 - 2003年11月8日        | 0        |
| 30 | ロイ・ジョーンズ・ジュニア (4期目) | アメリカ合衆国 | 2003年11月8日 - 2004年5月15日        | 0        |
| 31 | アントニオ・ターバー               | アメリカ合衆国 | 2004年5月15日 - 2004年11月4日 (剥奪) | 0        |
| 32 | トマシュ・アダメク                 | ポーランド     | 2005年5月21日 - 2007年2月3日         | 2        |
| 33 | チャド・ドーソン                   | アメリカ合衆国 | 2007年2月3日 - 2008年7月11日 (剥奪)  | 3        |
| 34 | アドリアン・ディアコヌ             | ルーマニア     | 2008年7月11日 - 2009年6月19日        | 0        |
| 35 | ジャン・パスカル                   | カナダ         | 2009年6月19日 - 2011年5月21日        | 4        |
| 36 | バーナード・ホプキンス             | アメリカ合衆国 | 2011年5月21日 - 2012年4月28日        | 1        |
| 37 | チャド・ドーソン (2期目)           | アメリカ合衆国 | 2012年4月28日 - 2013年6月8日         | 0        |
| 38 | アドニス・ステベンソン             | カナダ         | 2013年6月8日 - 2018年12月1日         | 9        |
| 39 | オレクサンドル・グウォジク         | ウクライナ     | 2018年12月1日 - 2019年10月18日       | 1（2）   |
| 40 | アルツール・ベテルビエフ           | ロシア         | 2019年10月18日 - 2025年2月22日       | 6        |
| 41 | ディミトリー・ビボル               | ロシア         | 2025年2月22日 - 現在                 | 0        |

### 暫定王座
| 名前                       | 国籍           | 在位期間                                                    | 防衛回数 |
| -------------------------- | -------------- | ----------------------------------------------------------- | -------- |
| マイク・マッカラム         | ジャマイカ     | 1994年3月4日 - 1994年7月23日（王座統一により正規王座昇格）  | 1        |
| アドリアン・ディアコヌ     | ルーマニア     | 2008年4月19日 - 2008年7月11日（正規王座昇格）               | 0        |
| チャド・ドーソン           | アメリカ合衆国 | 2009年11月7日 - 2010年8月14日（王座統一により正規王座昇格） | 0        |
| オレクサンドル・グウォジク | ウクライナ     | 2018年3月17日 - 2018年12月1日（王座統一により正規王座昇格） | 1        |
| デビッド・ベナビデス       | アメリカ合衆国 | 2024年6月15日 - 現在                                        | 1        |

## クルーザー級
| 代 | 名前                             | 国籍             | 在位期間                                     | 防衛回数 |
| -- | -------------------------------- | ---------------- | -------------------------------------------- | -------- |
| 初 | マービン・カメル                 | アメリカ合衆国   | 1980年3月31日 - 1980年11月25日               | 0        |
| 2  | カルロス・デ・レオン             | プエルトリコ     | 1980年11月25日 - 1982年6月27日               | 1        |
| 3  | ST・ゴードン                     | アメリカ合衆国   | 1982年6月27日 - 1983年7月17日                | 1        |
| 4  | カルロス・デ・レオン (2期目)     | プエルトリコ     | 1983年7月17日 - 1985年6月6日                 | 3        |
| 5  | アルフォンソ・ラトリフ           | アメリカ合衆国   | 1985年6月6日 - 1985年9月21日                 | 0        |
| 6  | バーナード・ベントン             | アメリカ合衆国   | 1985年9月21日 - 1986年3月22日                | 0        |
| 7  | カルロス・デ・レオン (3期目)     | プエルトリコ     | 1986年3月22日 - 1988年4月9日                 | 3        |
| 8  | イベンダー・ホリフィールド       | アメリカ合衆国   | 1988年4月9日 - 1988年7月 (返上)              | 0        |
| 9  | カルロス・デ・レオン (4期目)     | プエルトリコ     | 1989年5月17日 - 1990年7月27日                | 3        |
| 10 | マッシミリアーノ・デュラン       | イタリア         | 1990年7月27日 - 1991年7月20日                | 1        |
| 11 | アナクレト・ワンバ               | フランス         | 1991年7月20日 - 1995年7月7日 (剥奪)          | 7        |
| 12 | マルセロ・ファビアン・ドミンゲス | アルゼンチン     | 1995年10月25日 - 1998年2月21日               | 3（5）   |
| 13 | ファン・カルロス・ゴメス         | キューバ         | 1998年2月21日 - 2001年11月3日 (返上)         | 10       |
| 14 | ウェイン・ブライスウェイト       | ガイアナ         | 2002年10月11日 - 2005年4月2日                | 3        |
| 15 | ジャン＝マルク・モルメク         | フランス         | 2005年4月2日 - 2006年1月7日                  | 0        |
| 16 | オニール・ベル                   | ジャマイカ       | 2006年1月7日 - 2007年3月17日                 | 0        |
| 17 | ジャン＝マルク・モルメク (2期目) | フランス         | 2007年3月17日 - 2007年11月10日               | 0        |
| 18 | デビッド・ヘイ                   | イギリス         | 2007年11月10日 - 2008年5月12日 (返上)        | 1        |
| 19 | ジャコーベ・フラゴメーニ         | イタリア         | 2008年10月24日 - 2009年11月21日              | 1        |
| 20 | ゾルト・エルデイ                 | ハンガリー       | 2009年11月21日 - 2010年1月22日 (返上)        | 0        |
| 21 | クシシュトフ・ヴウォダルチク     | ポーランド       | 2010年5月15日 - 2014年9月27日                | 6        |
| 22 | グリゴリー・ドロスト             | ロシア           | 2014年9月27日 - 2016年3月16日 (休養王座認定) | 0        |
| 23 | トニー・ベリュー                 | イギリス         | 2016年5月29日 - 2017年3月28日 (名誉王座)     | 1        |
| 24 | マイリス・ブリエディス           | ラトビア         | 2017年4月1日 - 2018年1月27日                 | 1        |
| 25 | オレクサンドル・ウシク           | ウクライナ       | 2018年1月27日 - 2019年6月6日 （返上）        | 2        |
| 26 | イルンガ・マカブ                 | コンゴ民主共和国 | 2020年1月31日 - 2023年2月26日                | 2        |
| 27 | バドゥ・ジャック                 | スウェーデン     | 2023年2月26日 - 2023年9月（返上）            | 0        |
| 28 | ノエル・ゲボール                 | ドイツ           | 2023年11月4日 - 2024年12月11日(休養王座認定) | 0        |
| 29 | バドゥ・ジャック（2期目）        | スウェーデン     | 2024年12月11日 - 現在                        | 0        |

### 休養王座
| 名前                 | 国籍   | 在位期間                             | 防衛回数 |
| -------------------- | ------ | ------------------------------------ | -------- |
| グリゴリー・ドロスト | ロシア | 2016年3月16日 - 2017年4月10日 (剥奪) | 0        |
| ノエル・ゲボール     | ドイツ | 2024年12月11日 - 現在                | 0        |

### 暫定王座
| 名前                             | 国籍         | 在位期間                                                           | 防衛回数 |
| -------------------------------- | ------------ | ------------------------------------------------------------------ | -------- |
| マルセロ・ファビアン・ドミンゲス | アルゼンチン | 1995年7月25日 - 1995年10月25日（正規王座決定戦により正規王座昇格） | 2        |

## ブリッジャー級
| 代 | 名前                   | 国籍             | 在位期間                                              | 防衛回数 |
| -- | ---------------------- | ---------------- | ----------------------------------------------------- | -------- |
| 初 | オスカル・リバス       | コロンビア       | 2021年10月22日 - 2023年1月5日（剥奪及び休養王座認定） | 0        |
| 2  | ルカシュ・ロザンスキー | ポーランド       | 2023年4月23日 - 2024年5月24日                         | 0        |
| 3  | ローレンス・オコリー   | イギリス         | 2024年5月24日 - 2024年10月8日（返上）                 | 0        |
| 4  | ケビン・レレナ         | 南アフリカ共和国 | 2024年10月8日 - 現在                                  | 0        |

### 休養王座
| 名前             | 国籍       | 在位期間                      | 防衛回数 |
| ---------------- | ---------- | ----------------------------- | -------- |
| オスカル・リバス | コロンビア | 2023年1月5日 - 2024年（剥奪） | 0        |

### 暫定王座
| 名前           | 国籍             | 在位期間                                       | 防衛回数 |
| -------------- | ---------------- | ---------------------------------------------- | -------- |
| ケビン・レレナ | 南アフリカ共和国 | 2023年11月25日 - 2024年10月8日（正規王座昇格） | 0        |

## ヘビー級
| 代 | 名前                              | 国籍           | 在位期間                             | 防衛回数 |
| -- | --------------------------------- | -------------- | ------------------------------------ | -------- |
| 初 | ソニー・リストン                  | アメリカ合衆国 | 1963年2月14日 - 1964年2月25日        | 1        |
| 2  | カシアス・クレイ (モハメド・アリ) | アメリカ合衆国 | 1964年2月25日 - 1969年3月11日 (剥奪) | 1        |
| 3  | ジョー・フレージャー              | アメリカ合衆国 | 1970年2月16日 - 1973年1月22日        | 4        |
| 4  | ジョージ・フォアマン              | アメリカ合衆国 | 1973年1月22日 - 1974年10月30日       | 2        |
| 5  | モハメド・アリ (2期目)            | アメリカ合衆国 | 1974年10月30日 - 1978年2月15日       | 10       |
| 6  | レオン・スピンクス                | アメリカ合衆国 | 1978年2月15日 - 1978年3月29日 (剥奪) | 0        |
| 7  | ケン・ノートン                    | アメリカ合衆国 | 1978年3月29日 - 1978年6月9日         | 0        |
| 8  | ラリー・ホームズ                  | アメリカ合衆国 | 1978年6月9日 - 1983年12月11日 (剥奪) | 17       |
| 9  | ティム・ウィザスプーン            | アメリカ合衆国 | 1984年3月8日 - 1984年8月31日         | 0        |
| 10 | ピンクロン・トーマス              | アメリカ合衆国 | 1984年8月31日 - 1986年3月22日        | 1        |
| 11 | トレバー・バービック              | カナダ         | 1986年3月22日 - 1986年11月22日       | 0        |
| 12 | マイク・タイソン                  | アメリカ合衆国 | 1986年11月22日 - 1990年2月11日       | 9        |
| 13 | ジェームス・ダグラス              | アメリカ合衆国 | 1990年2月11日 - 1990年10月25日       | 0        |
| 14 | イベンダー・ホリフィールド        | アメリカ合衆国 | 1990年10月25日 - 1992年11月13日      | 2        |
| 15 | リディック・ボウ                  | アメリカ合衆国 | 1992年11月13日 - 1993年 (剥奪)       | 0        |
| 16 | レノックス・ルイス                | イギリス       | 1993年5月8日 - 1994年9月24日         | 2        |
| 17 | オリバー・マッコール              | アメリカ合衆国 | 1994年9月24日 - 1995年9月2日         | 1        |
| 18 | フランク・ブルーノ                | イギリス       | 1995年9月2日 - 1996年3月16日         | 0        |
| 19 | マイク・タイソン (2期目)          | アメリカ合衆国 | 1996年3月16日 - 1996年9月24日 (剥奪) | 1        |
| 20 | レノックス・ルイス (2期目)        | イギリス       | 1997年2月7日 - 2001年4月22日         | 9        |
| 21 | ハシーム・ラクマン                | アメリカ合衆国 | 2001年4月22日 - 2001年11月17日       | 0        |
| 22 | レノックス・ルイス (3期目)        | イギリス       | 2001年11月17日 - 2004年2月6日 (返上) | 3        |
| 23 | ビタリ・クリチコ                  | ウクライナ     | 2004年4月24日 - 2005年11月9日 (返上) | 1        |
| 24 | ハシーム・ラクマン (2期目)        | アメリカ合衆国 | 2005年11月9日 - 2006年8月12日        | 1（0）   |
| 25 | オレグ・マスカエフ                | ロシア         | 2006年8月12日 - 2008年3月8日         | 1        |
| 26 | サミュエル・ピーター              | ナイジェリア   | 2008年3月8日 - 2008年10月11日        | 0（1）   |
| 27 | ビタリ・クリチコ (2期目)          | ウクライナ     | 2008年10月11日 - 2013年12月 (返上)   | 9        |
| 28 | バーメイン・スタイバーン          | カナダ         | 2014年5月10日 - 2015年1月17日        | 0        |
| 29 | デオンテイ・ワイルダー            | アメリカ合衆国 | 2015年1月17日 - 2020年2月22日        | 10       |
| 30 | タイソン・フューリー              | イギリス       | 2020年2月22日 - 2024年5月18日        | 3        |
| 31 | オレクサンドル・ウシク            | ウクライナ     | 2024年5月18日 - 現在                 | 1        |

### 暫定王座
| 名前                          | 国籍           | 在位期間                                                   | 防衛回数 |
| ----------------------------- | -------------- | ---------------------------------------------------------- | -------- |
| ハシーム・ラクマン            | アメリカ合衆国 | 2005年8月13日 - 2005年11月9日（正規王座昇格）              | 0        |
| サミュエル・ピーター          | ナイジェリア   | 2007年9月24日 - 2008年3月8日（王座統一により正規王座昇格） | 1        |
| ディリアン・ホワイト          | イギリス       | 2019年7月20日 - 2020年8月22日                              | 0        |
| アレクサンデル・ポベトキン    | ロシア         | 2020年8月22日 - 2021年3月27日                              | 0        |
| ディリアン・ホワイト（2期目） | イギリス       | 2021年3月27日 - 2022年4月23日                              | 0        |
| アギット・カバエル            | ドイツ         | 2025年2月23日 - 現在                                       | 0        |